# Auの主な携帯電話端末納入メーカー
auの主な携帯電話端納入メーカー（エーユーのおもなけいたいでんわたんまつのうにゅうめーかー）では、KDDI・沖縄セルラー電話（auブランド）の主な携帯電話端納入メーカーについて詳細に説明する。

## 現在の納入メーカー
（2023年5月現在）
現在は以下の7社から納入する。
- 日本メーカー
  - ソニー（2代目法人）←ソニーモバイルコミュニケーションズジャパン←ソニー・エリクソン・モバイルコミュニケーションズ←ソニー（初代法人。現・ソニーグループ）
  - 京セラ←京セラ（KYOCERAブランド・auブランド[1]。ただし2008年 - 2010年まではSANYOブランドも混在）←京セラ・三洋電機（大阪）←三洋テレコミュニケーションズ←三洋電機（大阪）
  - シャープ
- 海外メーカー
  - Apple
  - Google
  - Xiaomi
  - SAMSUNG

かつて旧セルラーの端末は、メーカーごとに箱と取扱説明書の色を変えていた。この項ではこれについても付記する。なお、現在箱・取り扱い説明書の色はau design project端末やNEW STANDARD端末・iidaブランド端末・ISシリーズ端末・AQUOSケータイ・EXILIMケータイ・Walkman Phoneシリーズなど一部を除きauのシンボルカラーである橙色に統一されている（WIN端末とCDMA 1X端末ではデザインが異なり、WINは橙と白のツートン、CDMA 1Xは橙一色）。
また、端末の型番につけられるメーカーの略号（アルファベット1 - 2文字）とは別に、製造番号の2・3桁目や、2009年モデル以降の製造型番のアルファベット（「*XX**abcdefgh」「XX*ab」のXXの部分）も端末製造メーカーを表している。1文字の略号が割り当てられているメーカー（東芝・日立など）はまた別に製造番号の記号が割り当てられているが、2文字の略号が割り当てられているメーカー（シャープなど）はその略号をそのまま使う。なお、略号の割り当て方の傾向として、DDIセルラー・IDO時代の初期から参入していたメーカー（京セラ・ソニーなど）に1文字の略号が割り当てられており、参入が遅かったメーカーや、すでに参入している社と頭文字が重複するメーカーは2文字の略号が割り当てられている。
旧セルラーでは、初期のTACS・PDCデジタル機は型番にメーカーの略号が付けられておらず、1桁目の数字がメーカーを表していた。
共通ACアダプターは、ARIB-Bコネクタ海外非対応版となる01がミツミ電機とパナソニック モバイルコミュニケーションズ製、ARIB-Bコネクタ海外対応版となる02がミツミ電機とホシデン製、microUSBコネクタ版となる03と04がホシデン製となっている。
共通DCアダプターは、ARIB-Bコネクタ版となる01がミツミ電機製、microUSBコネクタ版となる03が同じくミツミ電機製となっている。02は理由は不明だが欠番となっている。
ポータブル充電器（ドコモの補助充電アダプタやポケットチャージャーに相当）は、ARIB-Bコネクタ版となる01がパナソニック エナジー社製、microUSBコネクタ版となる02がFDKトワイセル製となっている。
2022年6月現在、旧DDIセルラーグループ時代から端末を供給し続けているのは京セラとソニーのみとなっている。

## 端末を供給しているメーカー

### ソニー

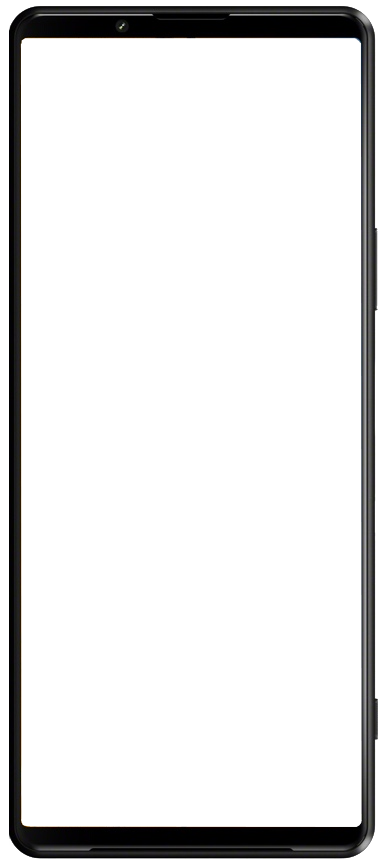
Xperia 1 III SOG03

略称「S」（旧・箱色 : 桃色）製造番号の記号「SO」旧セルラー初期のTACS・PDC機におけるメーカー番号「2」
京セラと共にDDIセルラーのサービス開始当初から端末を供給している。第1号機はTACS方式のキャリーホン（取り外して持ち運びが可能な自動車電話）「CP-201」であった。
ジョグダイヤルや予測変換入力POBox Pro（W43S以降、Advanced Wnn V2との組み合わせ）を採用した事による独特の操作体系や、メモリースティックを利用したソニー製品との連携機能、他キャリアに先駆けた「着せ替えケータイ」等、他社にはない独特の雰囲気を持ち、固定ファンが多い。Felica（おサイフケータイのICチップ）の開発会社も同グループであり、最初期のEZ FeliCa端末W32Sを製造している。なお外部メディアに関してはほとんどメモリースティック系メディアが用いられていた（2007年10月発売のW53Sまで。なお、ウォークマンケータイ W52Sはメモリースティックマイクロが基本だが付属のmicroSDカード用変換アダプターを使用する事でmicroSDカードに対応する）が、Walkman Phone, Xmini (W65S) を除く2008年2月発売のW54S以降からはmicroSDカード対応に統一され、2009年11月発売のBRAVIA Phone U1 (SOY02)でmicroSDHCカードに対応した。
2008年度のJ.D.パワー アジア・パシフィックの携帯電話端末製造メーカー別顧客満足度で首位を獲得した。
国内ではNTTドコモにも端末を供給しているが、2008年度から2009年度までは新規開発を一時休止。2010年度から端末供給を再開している。更に2014年度下期からはソフトバンクモバイルにも端末を供給。
同キャリア向けのGSMローミング（グローバルパスポートGSM）に対応した音声用端末を供給しているのは同社のみだったが、2009年夏モデル以降より東芝製のT002（TS002）がこの機能に対応したため、同社の独自性が崩れるようになった。
- C404S DiVA : au初の外部メモリースロット(MGメモリースティック)を搭載し、光デジタル/アナログ端子でCDプレイヤーなどから録音した音楽を再生できるシリコンオーディオ機能が特徴的な機種。EZwebからの楽曲ダウンロードはできないが、同時期のドコモSO502iWMと共に現在の音楽ケータイ路線の源流とも言える存在。
- C413S : 国内で初めてBluetoothを搭載した。
- C1002S : 国内における「ソニー・エリクソン」ブランドの第1号機。C406Sの路線を引き継ぐ着せ替え携帯。
- A5402S : au初のQVGA液晶を搭載した。
- ウォークマンケータイ W42S : 国内で初めてソニーの「ウォークマン」ブランドを冠した携帯電話。ワンタッチで楽曲再生の操作が可能なミュージックシャトル、1GBの大容量内蔵メモリー、30時間連続再生可能なバッテリーなど、音楽機能を重視した機種。
- W44S : 携帯電話初の地上デジタルラジオ+ワンセグに対応した縦横両開きのフラグシップ端末。
- W61S : 同社のEV-DO Rev.A対応2号機で「サイバーショットケータイ」の名を持つ。5MピクセルのAFカメラやBluetooth、ワンセグ、W54S同様「KCP+」やテレビ電話にも対応した全部入りのスライド式フラグシップ端末。
- W62S : auの1X WIN対応機種初のグローバルパスポートGSM（GSMローミング）に対応した端末。オーソドックスな折りたたみ式を採用するが本体の背面パネルの一部に本物のジュラルミン（ただし塗装済み）の素材を用いる。
- フルチェンケータイ re (W63S)  : 業界初のフルチェンに対応した機種。
- G9 (SOX01)  : 同キャリアの新ブランド「iida」の第1弾にあたる機種。
- BRAVIA Phone U1 (SOY02) : 同キャリア向け「BRAVIA Phone」シリーズの第1弾にあたる機種。
- Cyber-shotケータイ S003
- BRAVIA Phone S004 ：初のKCP3.0およびSnapdragonを搭載したハイエンド機種。これのマイナーチェンジ版としてWIN HIGH SPEEDに対応したBRAVIA Phone S005が存在する。
- Cyber-shotケータイ S006 : 世界初となる1620万画素カメラを搭載した防水スライド式ハイエンド機種。本機種同様、1620万画素のカメラが搭載された防水2軸折りたたみ式機種としてS007が存在する。
- Xperia acro IS11S（SOI11） ：au向けでは初のXperiaシリーズで、Android 2.3を搭載しワンセグ・おサイフケータイ・WIN HIGH SPEEDに対応したスマートフォン。
- Xperia VL SOL21（SOL21） ：au向けのXperiaシリーズとしては初のau 4G LTE、およびテザリングに対応。
- Xperia UL SOL22（SOL22） ：au向けのXperiaシリーズとしては初のクアッドコアCPUを搭載。
- Xperia Z1 SOL23（SOL23） ：au向けのXperiaシリーズとしては初のフルセグ対応。
- Xperia Z Ultra SOL24（SOL24） ：Xperiaシリーズ初のファブレット端末。
- Xperia ZL2 SOL25 : au向けのXperiaシリーズとしては初のau 4G LTE CA/WiMAX2+、4K動画、ハイレゾ音源ファイルの再生に対応。
- Xperia Z3 SOL26
- Xperia Z4 SOV31 ：au向けのXperiaシリーズとしては初のVoLTE対応。
- Xperia Z5 SOV32 ：au向けの端末としては初の3CC CA対応。
- Xperia X Performance SOV33
- Xperia XZ SOV34
- Xperia XZs SOV35
- Xperia XZ1 SOV36
- Xperia XZ2 SOV37
- Xperia XZ2 Premium SOV38
- Xperia XZ3 SOV39
- Xperia 1 SOV40
- Xperia 5 SOV41
- Xperia 8 SOV42
- Xperia 1 II SOG01 : Xperia初の5G対応。
- Xperia 10 II SOV43
- Xperia 5 II SOG02
- Xperia 1 III SOC3
- Xperia 10 III SOG04 : Xperia 10シリーズ初の5G対応。
- Xperia 5 III SOG05
- Xperia 1 IV SOG06
- Xperia 10 IV SOG07
- Xperia Ace III SOG08 : 低価格Xperia。
- Xperia 5 IV SOG09
- Xperia 1 V SOG10 :
- Xperia 10 V SOG11
- Xperia 5V SOG12 : オンラインのみで販売。

### 京セラ
2008年4月に三洋電機の携帯電話事業を買収し、後述する2010年夏モデルのSA002まで二つのブランドを持つ事となった。

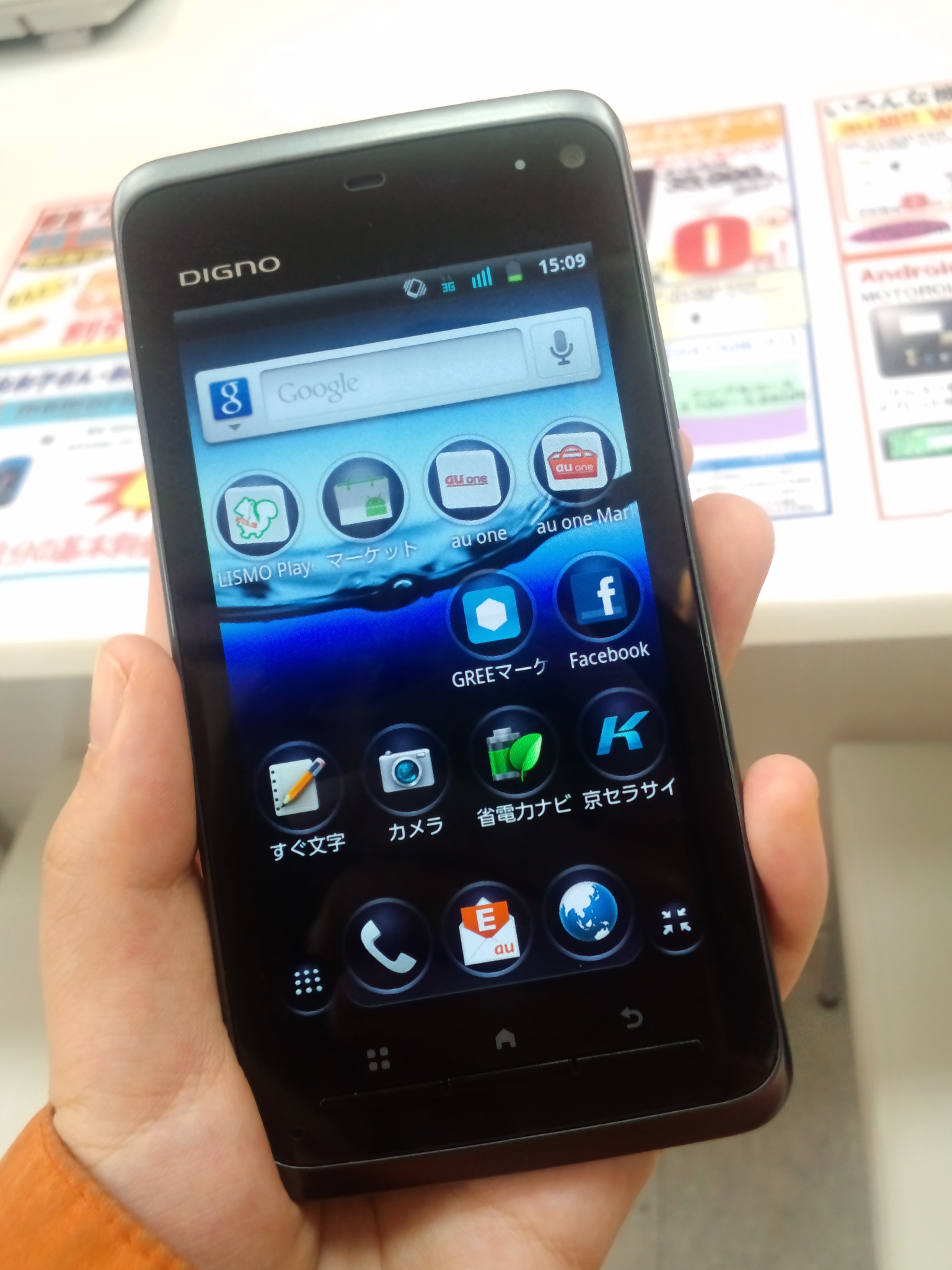
DIGNO ISW11K

KYOCERAブランド
略称「K」（旧・箱色 : 山吹色）製造番号の記号「KC」→「KY」旧セルラー初期のTACS・PDC機におけるメーカー番号「1」
ソニーと共にDDIセルラーのサービス開始当初から端末を供給している。京セラのみ、サービス開始当初2機種を投入しており、TACS方式の携帯電話「HP-101」とキャリーホン「CP-101」を投入した。
ベーシックな普及機からエントリー（下位）クラスの高機能機まで幅広い層に向けた音声用端末の製作が中心であり、主に簡単ケータイシリーズのような携帯初心者および高齢ユーザー向けの端末および、同社が手がける一部のステーショナリーグッズや宝飾品のアクセサリーを手掛けている強み（特に、宝飾品の分野においては「クレサンベール」や「京都オパール」のブランド名で知られている）を生かしてW31KやW42K, W61K, W65K, misoraなどに見られる20 - 30代の若年の女性ユーザーを対象にした端末を製作するのが得意のようである。そのためか、フレンドリーデザインを採用した端末の比率が他納入メーカーよりも比率が高い。
ワンセグ(W51K)、EZ FeliCa(W43K)など高機能の搭載は先述の日立・東芝、後述の三洋などに比べかなり遅れがちだが、高性能液晶ディスプレイの導入（256色主流時代に65536色、65536色主流時代に約26万色）、EV-DO Rel.0 (Rev.0) への対応 (W11K)、2GHz帯への対応 (A5515K)、手ぶれ補正機能付オートフォーカスカメラの搭載 (W41K)、コーニング社製極薄強化ガラス「ゴリラガラス」を用いた液晶ディスプレイの採用 (W44K)、有機ELディスプレイの搭載 (MEDIA SKIN (W52K)) 、microSDカード (A5521K)・microSDHCカード (W65K)・防水/防塵機能対応 (簡単ケータイ K005)・端末本体のハードコート加工(K006)・国内納入メーカー製スマートフォンにおけるモバイルWiMAXサービスの対応(DIGNO ISW11K)・au端末におけるワイヤレス給電システム「おくだけ充電」（Qi）の対応(URBANO L01/L02（KYY21/22）)・iPhone/iPad以外におけるau Nano ICカード（LTE）の各対応(URBANO L01（KYY21）)・iPhone/iPad以外におけるVoLTE（au VoLTE）、および700MHz帯エリアサービスの各対応(URBANO V01（KYV31）)などといった新たな機能やサービス、外部メディア対応など他メーカーに先行している分野も決して少なくない。
液晶ディスプレイ部分が回転する（同社では「リボルバー・スタイル」と命名）A5305K・A5502K、卵をイメージし丸みを帯びたデザインが印象的なA1403K、端末本体の背面にバックル、並びにベルト型ストラップの付いたNS01等の個性的な端末も製作。また、独自機能として受信したメールの内容を識別し、複数の感情をアニメーションを用いたキャラクターアイコンにてユーザーに通知する「エモーションメール」や待受画面にスケジュールやメール、ブックマークなどのショートカットアイコンを登録できる「ペタメモ」を持つ。
もっとも、2008年春モデル以降から2010年夏モデルまで後述する同社のSANYOブランドとの棲み分けを図るべく、自社オリジナルブランドとしては1X WIN対応機種にもかかわらず主に携帯初心者や年輩のユーザーを対象にした既存のCDMA 1XのA5500シリーズに機能がほぼ似通った保守的でシンプルなローエンド端末中心のラインアップに要点を置くようになったため、ミドルクラスおよびハイエンドクラスの高機能端末の開発においては手がける事はほぼ無くなり事実上、後述のSANYOブランドでトレンドなどに敏感な20代以下の若年層のユーザーを獲得する狙いもあった。
日本語入力システムは主にWnnが採用されており、W64Kを除くW62K以降の音声用端末はWnnの最新バージョンにあたるiWnnが採用されている。このほかW11KおよびKCP+、KCP3.2対応機種はATOKが採用されている。
2010年9月現在の時点まで自社オリジナルブランドとしてはBluetoothやKCP+, EV-DO Rev.Aなどの最新の機能、および国際ローミングサービス（グローバルパスポートCDMA等）などの最新のサービスに対応したハイエンド系音声用端末の供給経験がなく、法人専用を含むデータ通信専用カード型端末に限ってはEV-DO Rev.Aに対応したデータ通信専用カード型端末を供給していたが（例 : W04K以降のデータ通信専用カード型端末）、2011年春モデルのK007でようやくBluetoothやKCP+, EV-DO Rev.A, グローバルパスポートCDMAなどに対応し、2011年夏モデルのK009ではKCP3.2やMC-Rev.Aなどにも対応した。
国内ではワイモバイル（ウィルコム沖縄含む。旧ウィルコム←DDIポケット、および旧イー・アクセス(イー・モバイル)）にもAXGP端末、およびPHS端末、W-CDMA端末、LTE端末を、ソフトバンクモバイル（2011年冬モデル以降より正式参入）にもW-CDMA端末、およびAXGP端末、LTE端末、UQモバイル（KDDIバリューイネイブラー・沖縄バリューイネイブラー連合）にもCDMA2000 1x（EV-DO含む）兼LTE端末をそれぞれ供給している。このほか、かつて三洋電機がNTTドコモ向けに開発していた車載向け通信モジュールの開発を引き継いでいる。
2009年モデル以降より、同キャリア向けの安心ジュニアケータイ（旧・ジュニアケータイ）シリーズを正式に手掛ける事が決定し、事実上、後述する鳥取三洋電機から企画および開発権を引き継いだ形となった。
2023年5月現在、同キャリア向けの端末納入メーカーとしては唯一、参入当初から現在まで（ガラホを含む）フィーチャーフォンを製造・供給し続けている端末納入メーカーでもあるが、同年5月15日に京セラは2025年（令和7年）3月末を目途にコンシューマー（個人）向けスマートフォン・携帯電話事業からの撤退を表明したため、法人向け端末、およびコンシューマー向けとしても販売されている既存のタフネススマートフォン「TORQUE」シリーズを除き、旧DDIセルラーグループから通算して36年の歴史に幕を下ろす（予定）こととなる。
- HP-10K / TACSミニモ T214：ディスプレイにサファイアガラスを、キーパッド部にメタルプレートを使用して上質感を演出し、当時の携帯電話としては珍しい日常生活防水に対応させたTACS方式の端末。「ハイグレード携帯」を標榜し、ISW11Kより先に「DIGNO」という愛称が与えられていた。
- HD-66K：PDCと衛星携帯電話「イリジウム」のデュアルモード端末。
- W21K : 後述の簡単ケータイ W32Kの元になった端末。
- 簡単ケータイS (A101K) : ストレート式で液晶画面を持たない高齢者向けの通話専用CDMA 1X端末。au版「ツーカーS」とも言える。
- W44K/K II : 薄さが15.3mmでCDMA 1X WINの折りたたみ端末最薄（2006年12月当時）。これのCDMA 1X版がA5526K。
- W61K - W44K/K IIやA5526Kを基本にフレンドリーデザインを採用し、EZ FeliCa等のサービスに対応した女性ユーザー向けのコンパクトな折りたたみ式端末。基本的に同社のW31K/K IIやW42Kの思想を受け継ぐが上記の2機種のカジュアルデザインに対し、本機種では一転してエレガントで上質感のあるデザインが用いられている。着信時および通話時に背面パネルの外周部が青白く点滅するカービングイルミネーションが特徴。
- W65K : W61KをベースにワンセグチューナーおよびIPX5/IPX7相当の防水機能を搭載。同社のau向け端末としては初めてテンキー部分にシートキーが採用されており、au向け端末としては初のmicroSDHCカードに対応した（ただし、上限は4GBまで）端末でもある。
- 安心ジュニアケータイ K001 : ジュニアケータイシリーズ初のWIN対応音声用端末。microSDHCカードに対応（ただし、上限は4GBまで）。当然ながら本機のコンセプト上、「LISMO Music」（EZ「着うたフル」・LISMOビデオクリップ）等の音楽再生機能には非対応。
- misora(KYX02) : 同社のNS01をベースに再設計した同キャリアの新ブランド「iida」の第2弾にあたる機種。対応サービスはNS01とほぼ同一。
- mamorino(KYY01) : セコムとのコラボレーションから生まれた安心ジュニアケータイシリーズの派生機種にあたる音声通話機能付き児童向け防犯ツール。テンキーやタッチパネルなどを排除し、特別に護身用に特化。当然であるがGPS機能は搭載している。また、これの改良版としてmamorino2(KYY02)、およびmamorino3(KYY05)などが存在する。
- K002 ：ワンセグチューナーを搭載した折りたたみ式端末としては最薄を誇る機種（2011年9月現在の時点において）。
- 簡単ケータイ K003
- 簡単ケータイ K004
- 簡単ケータイ K005
- K006 ：既存のcdmaOneおよびCDMA 1X対応音声用端末からの乗り換えを想定したベーシックな音声用端末。
- K007 ：SANYOブランドを除く同社製としては唯一のKCP+ & Rev.A対応機種。
- K009 ：同社製としては初となるKCP3.2 & MC-Rev.A対応機種。
- Mi-Look(KYY03) ：先述のmamorino/mamorino2を基に再設計・再開発された70歳以上の高齢者を対象とした音声通話機能付き歩数計。
- DIGNO ISW11K（KYI11） ：同社における国内向け初のスマートフォン。Android 2.3.5を搭載しモバイルWiMAX、おサイフケータイ、ワンセグなどに対応。
- URBANO PROGRESSO（KYY04） ：URBANOシリーズでは初となるAndroid搭載スマートフォン。
- DIGNO S KYL21（KYL21） ：同社初のLTE対応で、ワンセグ、おサイフケータイ、テザリングなどに対応。
- URBANO L01（KYY21） ：URBANOシリーズでは初となるLTE対応にして、au向け端末としては初となるQiに対応（ただし別売りの本機専用のQi対応大容量電池パックと本機専用Qi対応大容量電池パック用背面カバーが必要）。
- GRATINA KYY06 ：10代から60代までの幅広い層をターゲットにしたBluetooth、およびワンセグ対応（録画・再生機能非対応）のフレンドリーなフィーチャーフォン。防水・防塵のほか耐衝撃性能をサポートする。
- DIGNO M KYL22 ：
- MARVERA KYY08 ：先述のGRATINA KYY06の上級版に位置するKCP3.2 & MC-Rev.A対応フィーチャーフォン。
- URBANO L02(KYY22) ：先述のURBANO L01のマイナーチェンジモデル。
- TORQUE G01(KYY24) ：同社が海外で展開するスマートフォンブランド「TORQUE」では初となる日本国内向け・個人向けモデル。
- URBANO V01(KYV31) ：既存のURBANO L03(KYY23)を基にVoLTEに対応させた大人向けスマートフォン。ただし日本国内におけるauの各種3Gサービスには原則として非対応となる（この件に関しては後述するisai VL LGV31(LGエレクトロニクス製)も同様）。
- BASIO KYV32 ：上記のURBANO V01(KYV31)を基に再設計・再開発した60代以上のシニア、およびスマートフォン初心者向けスマートフォン。
- miraie KYL23 ：既存のUQ mobile向けスマートフォンであるKC-01を基に再設計・再開発したジュニア向けスマートフォン。
- INFOBAR A03(KYV33) ：INFOBARシリーズとしては史上初となるau VoLTE、およびau 4G LTE CA、WiMAX2+対応スマートフォン。
- DIGNO rafre KYV36 ：スマートフォンとしては世界初となる泡タイプのハンドソープで洗浄可能な育児をしている（若年の）主婦向けスマートフォン。au VoLTE、およびWiMAX2+に対応しているがau 4G LTE CAには非対応となっている。

### シャープ

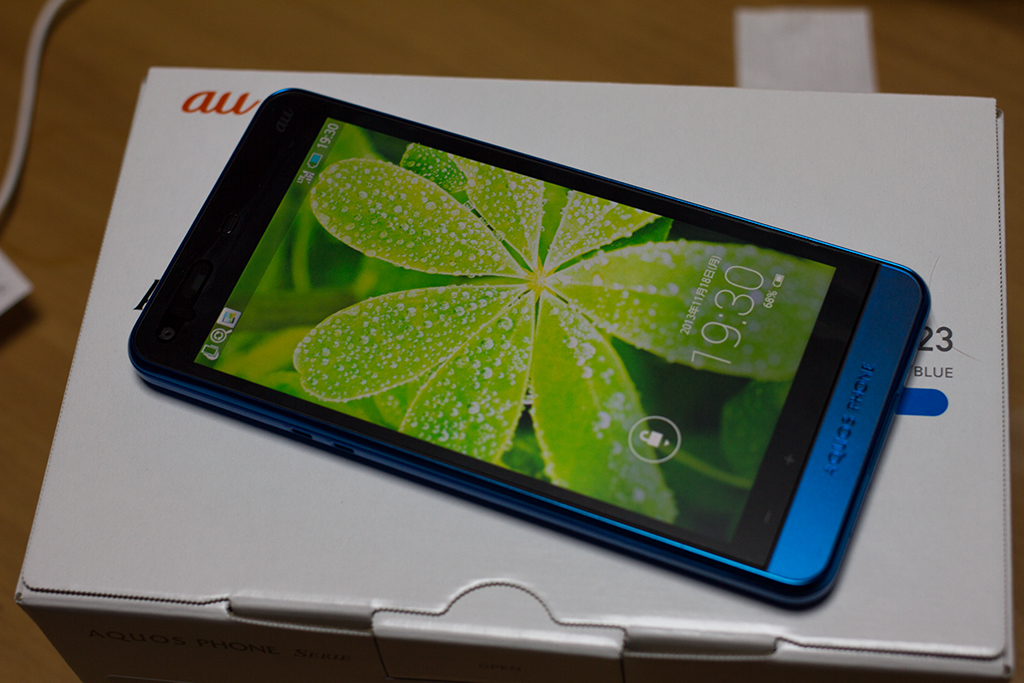
AQUOS PHONE SERIE SHL23

略称・製造番号の記号「SH」
2006年10月に発売されたW41SHでauに参入開始。古くから液晶ディスプレイに強いことで知られ、ディスプレイは初参入以来一貫して「モバイルASV液晶」を採用。W61SHからは「NewモバイルASV液晶」に、SHL22・SHT21からはIGZO液晶に進化した。
2014年12月現在、NTTドコモ、ソフトバンクモバイル、ワイモバイル（旧・イー・モバイル(イー・アクセス)、および旧・ウィルコム）、ディズニーモバイルの現存する携帯、PHS全社に端末供給を行っている唯一のメーカーであり、2006、2007、2008年度の出荷台数およびシェアで1位になった実績を持つ。2007年の春モデルW51SHで「LISMOビデオクリップ」とFlash Lite2.0に対応し、同2007年の夏モデルW52SHでEZ FeliCaに対応し、2008年の春モデルW61SHでオープンアプリプレイヤーとフェイク着信機能に対応し、2008年の夏モデルW62SHでKCP+やEV-DO Rev.A、「LISMO Video」などに対応し、2008年の秋冬モデルW64SHでグローバルパスポートCDMAやダビング10に対応し、2009年の春モデルSH001でEZ「着うたフルプラス」に対応し、2009年の秋冬モデルSH003でmicroSDHCカードに対応した。
日本語入力システムはSH009以降のフィーチャーフォンおよびスマートフォン、スマートブックを除きケータイShoin（W41SHはShoin4, W51SH, W52SHはShoin5, W61SH,W62SH, W63SH (URBANO) はShoin6、W64SHはShoin7。SH001,SH002,Sportio water beat,SH004はShoin8。SH003,SH005,SH006はShoin9。NTTドコモやソフトバンクモバイルの同社製端末で問題になった「みられまくっちゃ」と入力すると再起動するバグは発覚当時は開発途中であったため事前に修正しており、ほぼ発生していない）。なおSH009以降のフィーチャーフォンおよびスマートフォン（IS03など）、スマートブック（IS01など）にはいずれもiWnnが搭載されている。
2010年6月の時点において、同キャリア向けの端末メーカーとしては参入以降、全機種がEV-DO Rel.0 (CDMA 1X WIN) 以降の通信方式を採用し、法人向け専用機種 (E05SH, E06SH) を除きPCサイトビューアーやLISMO Music、EZケータイアレンジに対応。また、W41SHと法人向け専用機種 (E05SH, E06SH) を除く全機種にワンセグ・LISMOビデオクリップが搭載されている。
参入が遅かった為か、1X対応音声用端末（通話専用のA101Kを除くA1000 - A5500番台の音声用端末）の供給経験がなく、ミドル（例 : W41SH, URBANO (W63SH) 等） - ハイエンドクラス（例 : W62SH, W64SH等）の音声用端末の供給が中心になっている。
- W41SH : 番号ポータビリティ導入直前の2006年10月に発売された。WQVGA液晶や、疑似マルチタスク「Task Bar機能」等を搭載し、初参入後の初号機ながらPCサイトビューアーや「LISMO Music」が利用可能。発売直後、電源周りで不具合があるため、一時発売停止になった。
- AQUOSケータイ W51SH : サイクロイド構造+3インチWQVGA液晶を採用し、ワンセグ+デジタルラジオや横からの覗き見を防ぐプライベートフィルタ機能を搭載している。
- W52SH : 2.8インチWQVGA液晶を搭載した2軸折りたたみ型ワンセグ対応機。W41SH以来のステレオスピーカーを搭載し同社のau向け端末としては初のAFカメラを搭載。W44K IIを除く2007年夏モデルの1X WIN対応機中、唯一オープンアプリプレイヤーに非対応。老若男女の幅広いユーザー層を対象とする。ただしこの機種と下記のURBANO (W63SH) に限り同社の端末ではお約束といえる技術の「ベールビュー液晶」は非採用。なお、この機種は2007年度に発表および発売された全キャリアのモデル中、一番の人気機種となった。ちなみに、シャープ初の非サイクロイド形ワンセグケータイでもあるため、AQUOSケータイは名乗らない。
- URBANO (W63SH)  : au向け初の本格的なエルダー - シニア層向け高機能端末であるがアクティブな方も使えるよう、「LISMOビデオクリップ」を含む「LISMO Music」サービスに対応している。上記のW52SH同様「ベールビュー液晶」は非採用。
- AQUOSケータイ W64SH : auのAQUOSケータイ第3弾。既存の他キャリア向けを含めてAQUOSケータイシリーズとしては史上初のフルスライド型を採用し、au向けとしては初の3.5インチフルワイドVGA対応のNewモバイルASV液晶を搭載する。また、KCP+やEV-DO Rev.A、「LISMO Video」などにも対応し、W52SH以来のステレオスピーカーを搭載する。
- SOLAR PHONE SH002 : 世界初のソーラーパネル内蔵端末。
- Sportio water beat (SHY01) : スポーツ向け端末「Sportio」シリーズの第2弾。国内メーカー製の携帯電話でハードキーがない初の機種。
- AQUOS SHOT SH003 : 同キャリア向け初のAQUOS SHOT。12.1MピクセルのCCDカメラを搭載。これのフラッグシップ版にあたるのがAQUOS SHOT SH006。こちらはSH003を基本に無線LAN機能（Wi-Fi WIN）を追加したものとなっている。さらに防水対応となったものがAQUOS SHOT SH008である。
- SH007 : SH002の後継。
- IS01（SHI01） ：同キャリア向け初にして国内初のクラムシェル型スマートブック。Android 1.6を搭載し、更にワンセグに対応する。
- IS03（SHI03） ：au向け初の本格的な国内向けスマートフォン。Android 2.1を搭載したワンセグ・おサイフケータイ対応スマートフォン。2011年4月14日にAndroid 2.2へのアップデートが開始された。
- IS05（SHI05） ：Android 2.2を搭載したワンセグ・おサイフケータイ対応コンパクトスマートフォン。2011年10月20日にAndroid 2.3.4へのアップデートが開始された。
- AQUOS PHONE IS11SH（SHI11） ：Android 2.3.4を搭載したワンセグ・おサイフケータイ対応スライド型スマートフォン。フィーチャーフォンと同等のテンキーを装備する。3D液晶を搭載。
- AQUOS PHONE IS12SH（SHI12） ：Android 2.3.4を搭載したワンセグ・おサイフケータイ対応ストレート型スマートフォン。3D液晶と3D写真撮影対応ツインカメラを搭載。
- INFOBAR A01（SHX11） ：Android 2.3.4を搭載したiidaブランド初のスマートフォン。
- AQUOS PHONE IS13SH（SHI13） ：Android 2.3.5を搭載したワンセグ・おサイフケータイ対応ストレート型スマートフォン。IS03の後継機としてメモリ液晶を搭載。
- INFOBAR C01（SHX12） ：Android 2.3.6を搭載したiidaブランドのスマートフォン。INFOBAR A01のテンキー付きバージョン。
- AQUOS PHONE SERIE ISW16SH（SHI16） ：同社としては初となるモバイルWiMAX対応スマートフォン。NFCとおサイフケータイの両方に対応している。
- AQUOS PHONE CL IS17SH（SHI17） ：先述のIS13SHのマイナーチェンジバージョンにあたるAndroid 4.0搭載スマートフォン。IS13SHのワーキングメモリが512MBに対し、こちらはワーキングメモリが1GBに強化されている。
- AQUOS PHONE SERIE SHL21 ：ISW16SHの後継となるau 4G LTE対応スマートフォン。NFCとおサイフケータイの両方に対応している。
- AQUOS PAD SHT21 ：au 4G LTE対応の7型タブレットで、auタブレットとしては初となるIGZO液晶を搭載している。
- AQUOS PHONE SERIE SHL22 ：SHL21の後継となるau 4G LTE対応スマートフォン。auスマートフォンとしては初となるIGZO液晶を搭載（ただしフルHD対応ではない）している。
- AQUOS PHONE SERIE SHL23 ：SHL22の後継となるau 4G LTE対応スマートフォン。フルHDIGZO液晶を搭載しており、フルセグも搭載している。
- AQUOS PHONE SERIE mini SHL24 :SHL23を基にコンパクトサイズに凝縮したau 4G LTE対応スマートフォン。
- AQUOS SERIE SHL25 ：SHL23の後継となるau 4G LTE対応スマートフォン。同社製のau向けスマートフォンとしてはこの機種よりau 4G LTE CA、およびWiMAX2+にも対応する。
- AQUOS SERIE mini SHV31 ：SHL24の後継となるau VoLTE、およびau 4G LTE CA、WiMAX2+対応スマートフォン。
- AQUOS K SHF31 ：日本国内向けとしては業界初となるAndroidを搭載したフィーチャーフォン。au 3G（旧称・CDMA 1X WIN）、およびau 4G LTEに対応する。

### サムスン（Samsung）
略称 「SC」

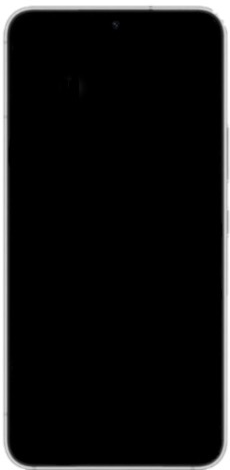
Galaxy S23

- GALAXY SII WiMAX ISW11SC
- GALAXY SIII Progre SCL21
- GALAXY Note 3 SCL22
- GALAXY S5 SCL23
- GALAXY Note Edge SCL24
- Galaxy S6 edge scv31
- Galaxy A8 SCV32
- Galaxy S7 edge SCV33
- Galaxy S8+ SCV35
- Galaxy S8 SCV36
- Galaxy Note8 SCV37
- Galaxy S9 SCV38
- Galaxy S9+ SCV 39
- Galaxy Note9 SCV40
- Galaxy S10 SCV41
- Galaxy S10+ SCV42
- Galaxy A30 SCV43
- Galaxy Fold SCV44
- Galaxy Note10 SCV 45
- Galaxy A20 SCV46
- Galaxy Z Flip SCV47
- Galaxy S20 5G SCG01
- Galaxy S20+ 5G SCG02
- Galaxy S20 Ultra 5G SCG03
- Galaxy A41 SCV48
- Galaxy S20+ 5G BTS Edition SCG02
- Galaxy Z Flip 5G SCG04
- Galaxy Z Fold2 5G SCG05
- Galaxy Note 20 Ultra 5G SCG06
- Galaxy A51 5G SCG07
- Galaxy A32 5G SCG08
- Galaxy S21 5G SCG09
- Galaxy S21+ 5G SCG10
- Galaxy Z Fold3 5G SCG11
- Galaxy Z Flip3 5G SCG12
- Galaxy S22 SCG13
- Galaxy S22 Ultra SCG14
- Galaxy A53 5G SCG15
- Galaxy Z Fold4 SCG16
- Galaxy Z Flip4 SCG17
- Galaxy A23 5G SCG18
- Galaxy S23 SCG19
- Galaxy S23 Ultra SCG20
- Galaxy A54 5G SCG21
- Galaxy Z Flip5 SCG22
- Galaxy Z Fold5 SCG23
- Galaxy S23 FE
- Galaxy S24
- Galaxy S24 Ultra
- Galaxy A55 5G
- Galaxy Z Fold6
- Galaxy Z Flip6
- Galaxy S24 FE
- Samsung Galaxy S25
- Samsung Galaxy S25 Ultra

### シャオミ（Xiaomi）
略称「XI」

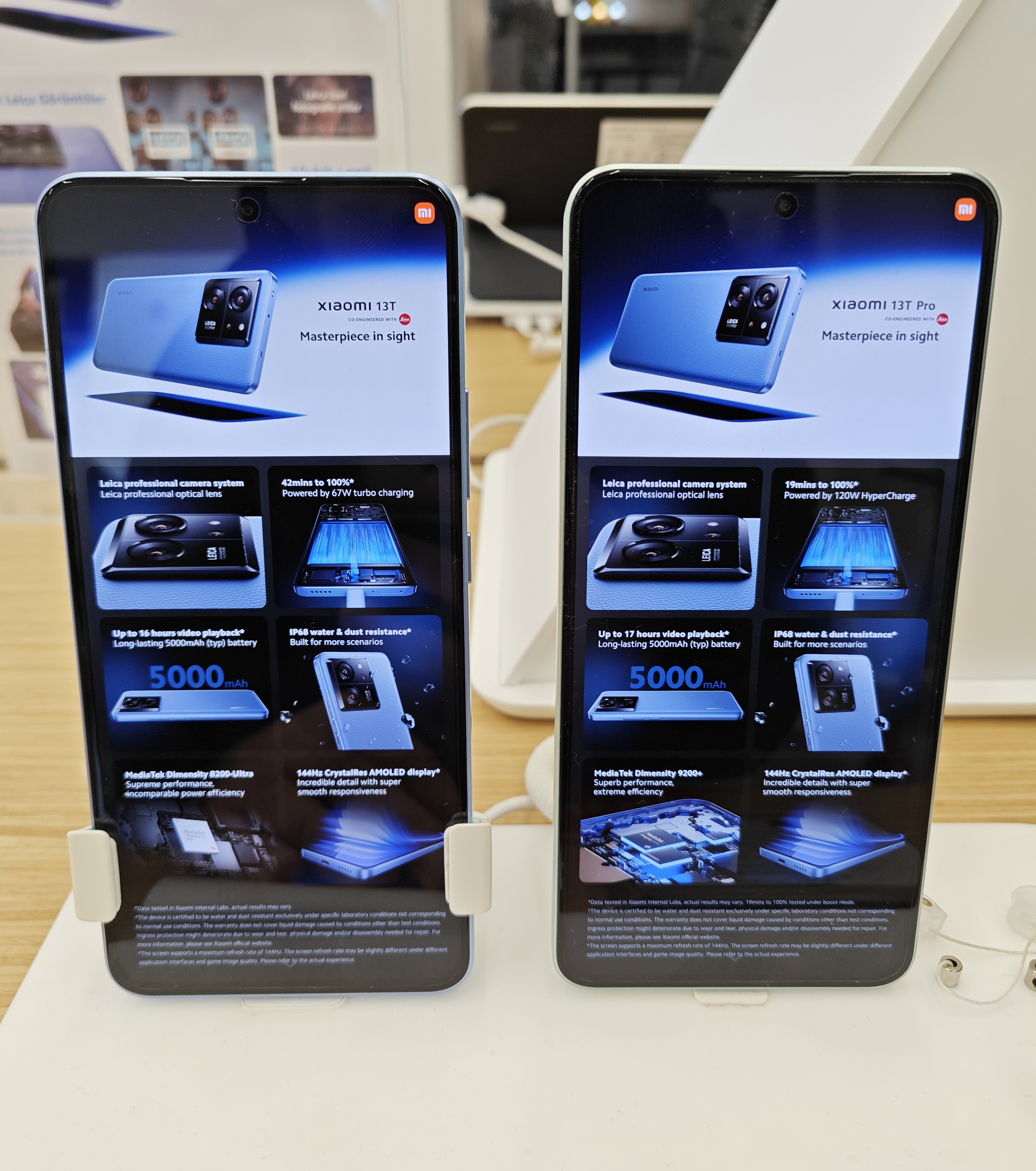
Xiaomi 13Tシリーズ (画像は海外モデル)

2020年に5G対応スマートフォンの初期ラインアップとしてMi 10 Lite 5G XIG01を発売した。
また、auの一部店舗にてシャオミ製のテレビも販売した。
- Mi 10 Lite 5G XIG01
- Redmi Note 10 JE XIG02
- Redmi 12 5G XIG03
- Xiaomi 13T XIG04

### グーグル（Google）

Google Pixel 8 Pro

略称なし
2018年のPixel 3はauから販売されなかった。その理由としてKDDIのプロダクト企画部長は、ラインアップの都合上合わないことを挙げた。その後、2020年10月15日に発売されたPixel 5から参入し、後継機の6も販売された。
- Pixel 5 - Pixelとして初の5G対応。ウルトラワイドレンズを搭載。
- Pixel 6 - 初めて自社製チップのGoogle Tensorを搭載したスマートフォン。消しゴムマジックに対応。
- Pixel 6a - Pixel 6と同じTensorを搭載しながら価格を半分以下に抑えた。
- Pixel 7 - 画面内指紋認証に加え、顔認証を搭載。
- Pixel 7 Pro - au初のProシリーズ。5Gのミリ波に対応している。5倍望遠が可能なペリスコープレンズを搭載。
- Pixel Watch
- Pixel 7a - 限定カラーを含む4色展開。
- Pixel Fold - Google初の折りたたみスマホ。
- Pixel 8 - 音声消しゴムマジックを搭載し、撮影した動画から不要な音を削除できる。また、撮影した写真に写っている人物の表情を変更できるベストテイクを搭載。
- Pixel 8 Pro
- Pixel Watch 2

### アップル（Apple）

iPhone 15 Pro

略称なし
2011年10月14日発売のiPhone 4Sから参入、および供給開始。
- iPhone 5 - iPhone 4Sの後継機種。auとしては初となる4G LTEに対応（ただし2.1GHz帯エリアのみ）。なお4G LTEを利用できないエリアではMC-Rev.A（WIN HIGH SPEED）、またはRev.A（3G）で利用する事となる。
- iPad mini - au初の一般向け通信モジュール搭載のタブレット端末で、iPhone 5と同じく4G LTE、WIN HIGH SPEEDに対応。
- iPad (第4世代) - au初の一般向け通信モジュール搭載のタブレット端末で、iPhone 5とiPad miniと同じく4G LTE、WIN HIGH SPEEDに対応。
- iPhone 5s - iPhone 5の後継機種。ホームボタンが指紋認証となっており、LTEが新たに800MHz帯にも対応している。CPUはA7プロセッサーとなる。
- iPhone 5c - iPhone 5の後継機種。スペック上はiPhone 5と同一で、本体カラーが5色展開となっている。LTEは800MHz帯にも対応している。CPUはiPhone 5と同じA6プロセッサーとなる。
- iPhone 6 - iPhone 5s/5cの後継機種。iPhoneでは初となる4G LTE CA/WiMAX2+に対応。CPUはA8プロセッサーとなる。
- iPhone 6 Plus - iPhone 5s/5cの後継機種。スペック上はiPhone 6と同一で、iPhoneでは初となる5.5インチディスプレイを搭載。
- iPhone 7
- iPhone 7 Plus
- iPhone SE (第１世代)
- iPhone 8
- iPhone 8 Plus
- iPhone X - iPhoneの10周年記念モデル。ホームボタンを廃止し、新たにFace IDを搭載。
- iPhone XS / XS Max : iPhone史上初の6.5インチの画面を備えたMaxが登場。
- iPhone 11 : 超広角カメラを搭載。
- iPhone 11 Pro / 11 Pro Max : トリプルカメラシステムを採用。
- iPhone SE (第2世代) : iPhone 8をベースとしたホームボタン搭載iPhone。
- iPhone 12 / 12 mini - iPhoneとして初の5Gに対応。Dolby Vision撮影に対応。
- iPhone 12 Pro / 12 Pro Max  : RIDAREスキャナ搭載。
- iPhone 13 / 13 mini - シネマティックモードに対応。
- iPhone 13 Pro / 13 Pro Max - 120Hzに対応。
- iPhone SE (第3世代) - iPhone 13と同じA15 Bionicを搭載。
- iPhone 14 / 14 Plus - RAMが6GBに増加。また、アクションモードに対応。
- iPhone 14 Pro / 14 Pro Max Dynamic Island、48MPカメラを搭載。
- iPhone 15 / 15 Plus - 充電規格がUSB-Cに変更された。
- iPhone 15 Pro / 15 Pro Max - 5倍ズームに対応。

## かつて端末を供給していたメーカー/現在納入中断中のメーカー
- CDMA方式端末をau（旧IDO・DDIセルラー）向けに供給していたメーカーで、au向け端末供給からの撤退を明言または携帯電話事業そのものから撤退したメーカーを記す。またはau向け端末供給からの撤退は明言していないものの、供給が最低1年以上途絶えているメーカーを記す。
  - Motorola（モトローラ・モビリティ）
  - 鴻海精密工業（Foxconn）
  - デンソー（旧・日本電装）
  - セイコーインスツル（旧・セイコーインスツルメンツ）
  - 鳥取三洋電機（現・三洋テクノソリューションズ鳥取、旧・三洋マルチメディア鳥取←鳥取三洋電機）
  - NECカシオ モバイルコミュニケーションズ（現・日本電気(以下NEC)、旧・NECモバイルコミュニケーションズ、←日本電気/カシオ日立モバイルコミュニケーションズ←カシオ計算機/日立製作所）
  - パンテック（Pantech）

### パナソニック モバイルコミュニケーションズ（2009年度まで） → パナソニック システムネットワークス（2015年度以降）
略称「P」（旧・箱色 : 赤色）製造番号の記号「MA」（P001まで）
DDIセルラーには1995年から端末を供給していた。この時期、型番のルールが変更され末尾にメーカーごとのアルファベットが付くようになったため、製造メーカーごとに振られていた最初の数字は割り当てられていない。
2002年3月に発売されたC3003P（後述）を最後に撤退していたが、（ほぼ同時期に、J-PHONE、ツーカー向けの端末供給からも撤退している）各メーカー間でメニュー構造などがある程度統一されているauでは、パナソニック端末の「auケータイとしては異質なメニュー構造」（例として、一般のau端末では20番台に着信音関連メニューが割り当てられているが、パナソニック端末のみ830番台に割り当てられている）などがNTTドコモからの移行者を中心に支持され、今なお復活を希望する者が多かった為2007年1月にau向け端末の供給を再開した。ただし、再参入後の端末はメニュー構造は他社製端末と同等になった他、操作系もカシオや日立製の端末に近いものとなっていた。
なお、再参入後に投入した端末については、全機種がEZ FeliCa・SD-Audio（ただしAACファイル専用）に対応(SD-AudioはKCP+対応機種を除く。現時点で該当する機種はP001のみ)し、同社の折りたたみ端末の象徴となっているワンプッシュオープンも全機種に搭載している。また、再参入後はカシオ日立のソフトウェアのOEM提供を受けており、メニュー構造などが類似している。その関係で、他社向けのパナソニック端末では日本語入力システムがAdvanced Wnnなのに対して、ATOK for auが採用されている（W51P以降）。
2008年12月現在まで、オートフォーカス対応カメラやKCP+、EV-DO Rev.A, Bluetoothなどの高機能を搭載したハイエンド音声用端末やコンベンショナルな1X対応音声用端末の供給経験がなかったが、2009年の春モデルのP001よりオートフォーカス対応カメラやKCP+, EV-DO Rev.Aなどの高機能を搭載したハイエンド音声用端末をようやく投入した。他に、NTTドコモ・ソフトバンクモバイルに端末を供給している。
2010年に同社のウェブサイトから au 向け製品のページが消え、前年の P001 の後は新製品が出ていなかったが、2015年10月14日に公式発表された音声通話機能付き法人向けタブレットのTOUGHPAD FZ-E1/FZ-X1で（パナソニック システムネットワークス名義として）再参入を果たすこととなった。
製造番号の記号はP001までは松下通信工業時代を引き継いで「MA」（＝「ま」。パナソニックの旧社名松下電器産業の「ま」でもある）となっていた。
- HP-50P：デジタル携帯電話が主流となった1997年に発売されたTACS方式の端末。HP-50Tと並ぶ最末期のTACS端末の一つ。
- C3003P : 電子コンパス機能を搭載し、GPS機能の地図表示が常に進行方向が画面上部になるように自動回転する「ヘディングアップ表示機能」が特徴的。日本初のBREW対応端末でもあるが、基本プラットフォームの一部への採用で、ユーザーが独自にBREWアプリを追加したりはできない。なおこの機種はauのcdmaOneシリーズの最終機種になった機種でもある。
- W51P : 再参入初号機ながらEZ FeliCaや「LISMOビデオクリップ」を除く「LISMO Music」等に対応し、NTTドコモ向け端末やソフトバンクモバイル向け端末でお馴染みのワンプッシュオープンも搭載している。デザインやメーカーサイトでの提供コンテンツなど、20 - 30代の女性ユーザー層（特にOL層）をターゲットにした端末。ソフトウェアの大部分がカシオ日立製で、UIもそちらのものとなっている（この理由として、携帯端末の開発で提携している日本電気がIDO/DDIセルラーのPDC時代に確執状態になったため、auのCDMA方式端末を手がけていないこともある）。そのため、日本語入力システムはNTTドコモやソフトバンクモバイル向け端末で採用しているAdvanced Wnnではなく、ATOKである。
- W52P : W51Pの発展型。背面液晶側にヘアライン加工を施したアルミパネルを採用し、同社のドコモFOMA端末でお馴染みの着せ替えパネルを装着可能。オープンアプリプレイヤーが利用可能。
- W61P : 同社のau向けとしては初のワンセグ対応端末で主に男性ユーザー向け。2009年1月現在、au向けのワンセグ対応端末としては12.9mm（ただし最厚部は15.9mm）の極薄さを誇る。ちなみに本端末をベースに女性ユーザー向けにアレンジしたのが後継機種のW62Pである。なおW62Pには同機のシャルマンゴールドをベースにした3000台限定のコラボレーションモデル「島耕作ケータイ」（本体の表記は「Panasonic」ではなく「HATSUSHIBA」と表記されている）が存在する。
- P001（MA001） : 同キャリア向けとしては初のKCP+に対応した音声用端末。この機種よりSD-Audio再生機能が正式に廃止され、代わりに「LISMO Music & Video」（EZ「着うたフルプラス」・LISMO Video等）に対応した。
- TOUGHPAD FZ-E1（FZ-E1BKCBACJ） : Windows Embedded 8.1 Handheld Update 2を搭載した防爆仕様の音声通話機能付き法人向けタブレット。
- TOUGHPAD FZ-X1（FZ-X1AKABACJ） : Android 4.2.2を搭載した防爆仕様の音声通話機能付き法人向けタブレット。

### HTC（販売元：HTC Nippon）

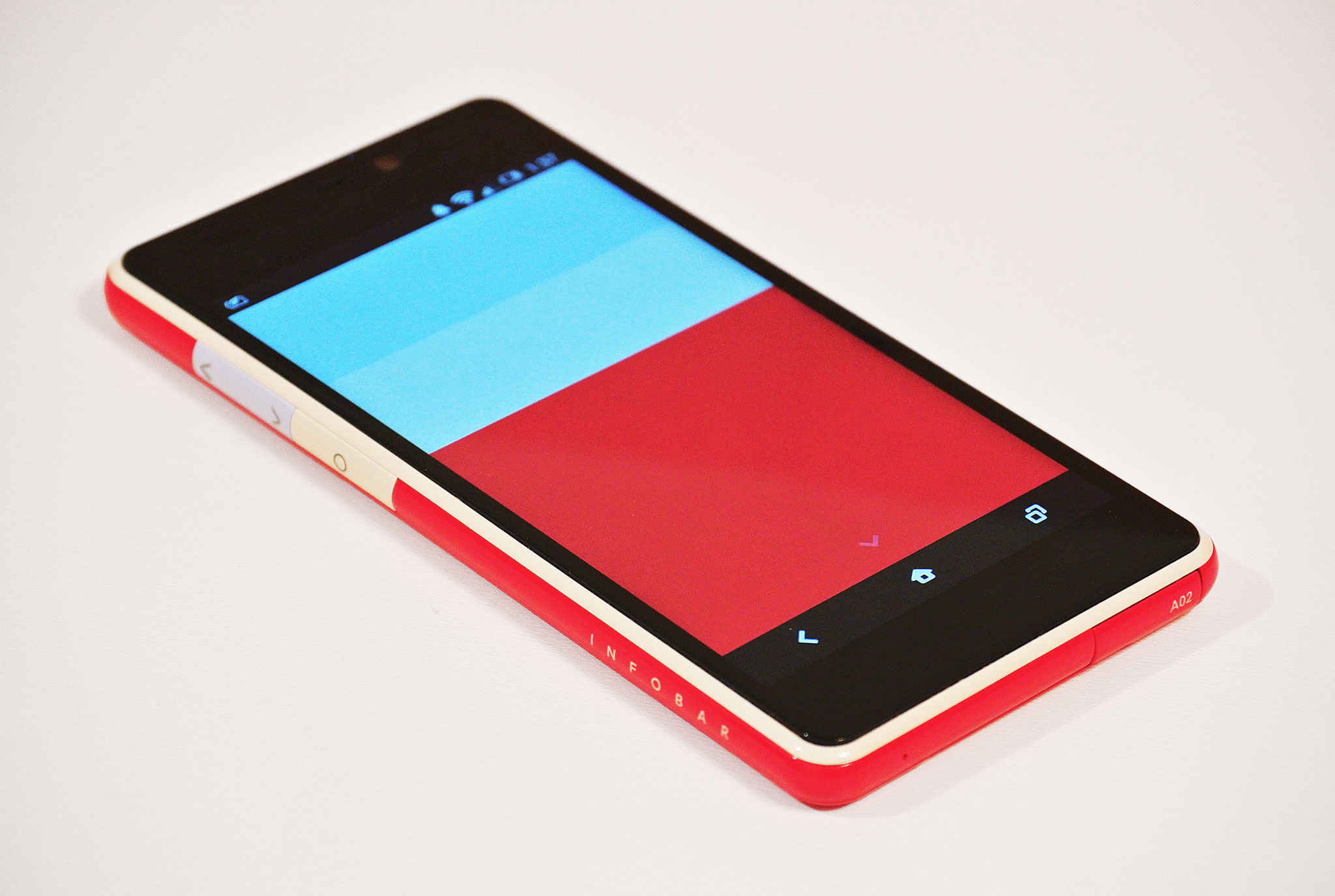
INFOBAR A02

略称 「HT」
台湾最大手の通信機器メーカーでWindows Mobile対応のスマートフォン（Touch Proをベースとした端末）で2009年5月に参入開始。2011年頃までは、NTTドコモおよびソフトバンクモバイル、イー・モバイル（イー・アクセス、現・ワイモバイル）にも端末を供給していた（au向けを除き、いずれも2012年以降より供給休止中）。
- E30HT - au初のスマートフォンで基本的に法人ユーザー向けであるが個人ユーザーも入手可能。Windows Mobile 6.1 Professional搭載でEV-DO Rev.AおよびグローバルパスポートCDMAに対応、カメラは320万画素のAF付きでBluetooth、無線LAN、microSDHC対応メモリーカードスロット（ただし上限は8GBまで・KDDI公表）などが搭載される。ただし本端末の性格上、既存のau携帯の多くの主要サービスには非対応（例 : 「LISMO Music」「EZアプリ（BREW）」「EZナビウォーク」など）。
- htc EVO WiMAX ISW11HT（HTI11） - au初のモバイルWiMAX対応スマートフォン。Android 2.2搭載。但しグローバル端末のローカライズ版となるため、当初はCメール送信、Eメールは非対応となっていたがEメールは2011年9月22日より対応となった（別途「KDDI Eメールアプリ」を導入する事で使用可能となる）。
- htc EVO 3D ISW12HT（HTI12） - ISW11HTの後継機種。2012年春以降よりAndroid 4.0へのアップデートが実施された。
- htc J ISW13HT（HTI13） - htc One Sを基本に日本市場向けに再開発した機種。auとしては初の試みとなるAndroid 4.0を標準搭載。このほかワンセグやおサイフケータイ、赤外線通信機能、（E30HT以来となる）au ICカードなどにも対応。
- htc J Butterfly HTL21（HTL21） - ISW13HTの後継となるau 4G LTE対応スマートフォン。au初のAndroid 4.1と5.0型フルHDディスプレイで、ワンセグやおサイフケータイ、赤外線通信機能などにも対応。
- INFOBAR A02（HTX21） - HTC製のスマートフォンでは初めて日本国内市場限定で製造・販売された機種。ベースとなる海外機種はない。
- htc J One HTL22（HTL22） - auスマートフォンとしては初となるステレオ音声対応ツインスピーカーを搭載。

### 華為技術（Huawei・販売元：華為技術日本）
略称「HW」
中国大手の通信機器メーカーで、2011年6月にWIN HIGH SPEED対応のモバイルルーターWi-Fi WALKER DATA06、WIN HIGH SPEED対応のデータ端末DATA07および通信モジュール付デジタルフォトフレームPHOTO U2 SP03で参入開始。スマートフォンは、2017年の秋冬モデルとしてHUAWEI nova 2 HWV31が発売された。
- Wi-Fi WALKER LTE HWD11 - au 4G LTE対応Wi-Fiルーター
- USB STICK LTE HWD12 - au 4G LTE対応USBドングル
- Wi-Fi WALKER WiMAX HWD13 - WiMAX対応Wi-Fiルーター
- Wi-Fi WALKER WiMAX2+ HWD14 - WiMAX2+、WiMAX、au 4G LTEの3方式に対応したWi-Fiルーター。
- HUAWEI nova 2 HWV31 - au向けでは初のスマートフォン。

#### LGエレクトロニクス（販売元：LGエレクトロニクス・ジャパン）

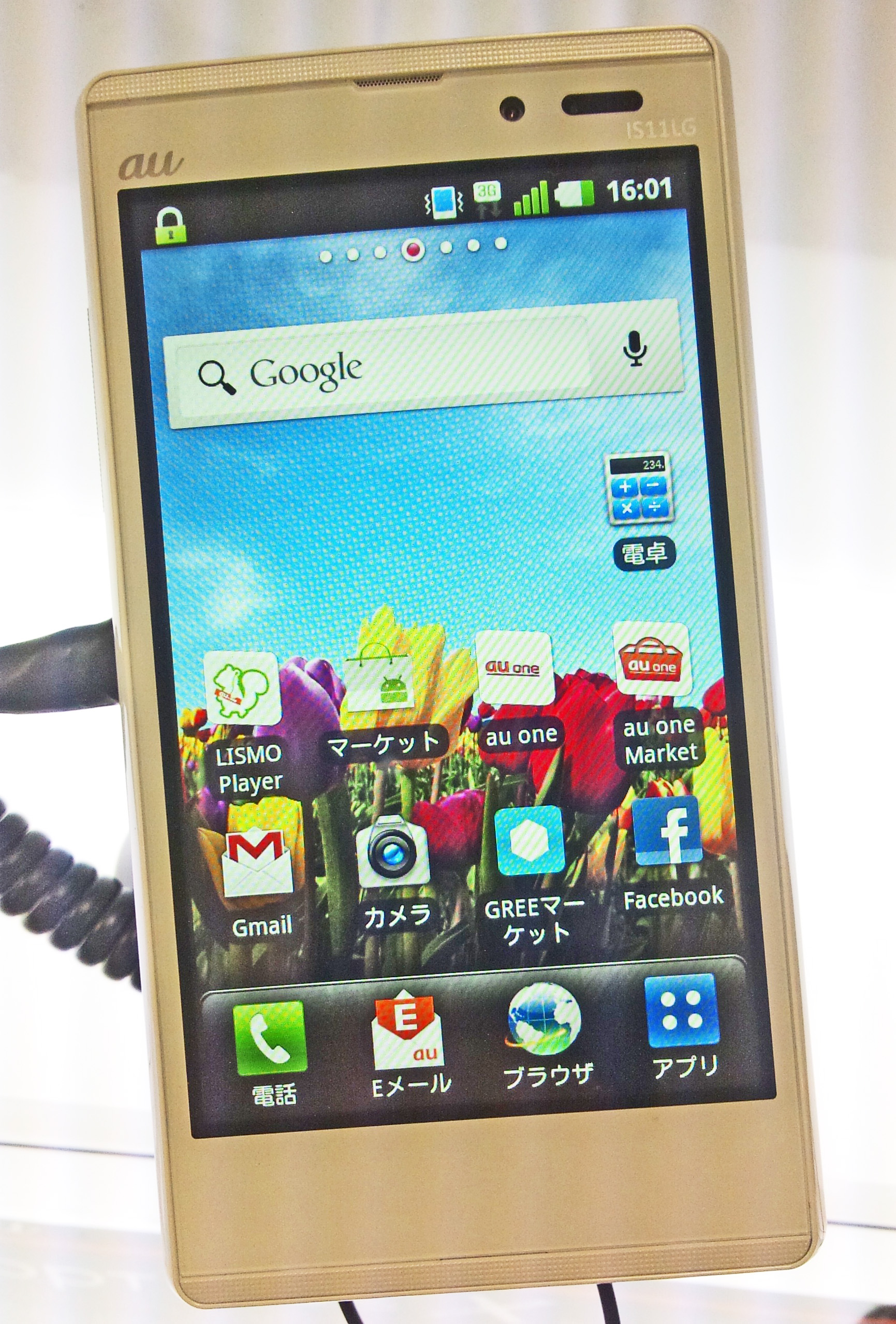
Optimus X IS11LG

略称「LG」
2012年1月20日発売のOptimus X IS11LG（LGI11）で参入開始。2012年から2013年にかけてはNTTドコモ向け端末を中心に供給していたが、2014年からはau向け、およびUQモバイル向けの各端末の供給に切り替わった。
- Optimus G LGL21 - クアルコム製のクアッドコアCPUを搭載したスマートフォン。
- isai LGL22 - グローバルモデルであるLG G2をベースにKDDIと共同開発したスマートフォン。
- G Flex LGL23 - 曲面ディスプレイを搭載したスマートフォン。isaiシリーズにも属する。
- isai FL LGL24 - 日本国内におけるスマートフォンでは初となるWQHD液晶搭載モデル。
- isai VL LGLV31 - au向けにおけるスマートフォンでは初となるVoLTE対応モデル（この件に関しては同時発表・発売された先述のURBANO V01(KYV31・京セラ製)も同様）。
- Fx0 LGL25 - 日本国内の大手通信キャリア向けとしては初となるFirefox OS（バージョン2.0）を搭載したスマートフォン。

### プラネックスコミュニケーションズ
略称「PX」
2012年2月より供給が開始されたレンタル専用無線LANルータのHOME SPOT CUBE（PXH11）で参入開始。

### 船井電機
略称「FE」
2013年2月23日に発売されたAndroid 4.04搭載TV接続用小型STBのSmart TV Stick（KTFE1、後述するKDDIテクノロジーとの共同開発）で参入開始。

### KDDIテクノロジー
略称「KT」
2013年に発売を開始したRemote TV（KTRT1）で参入開始。

### AAEON Technology（ASUSブランド・販売元：ネットワンパートナーズ）/ASUS（販売元：ASUS JAPAN）
略称「AA」（AAEON製）、「AS」（ASUS製）
台湾大手のPC用マザーボード製造メーカーでAndroid 3.2およびEV-DO Rev.A/モバイルWiMAX搭載法人向けタブレットのビジネスタブレット -TOUGH- ETBW11AA（AAT01）で参入開始。2013年はASUSが製造し、Nexusブランドで発売されるNexus 7を発売する。
- ビジネスタブレット -TOUGH- ETBW11AA（AAT01）
- Nexus 7 (2013) - GoogleのNexusシリーズタブレットでWi-Fi版とLTE版の両方がある。Wi-Fi版はauショップで発売されるが、LTE版はauショップでの発売はない。ただしLTE版はau 4G LTEの他、ドコモ、ソフトバンク、イー・モバイルのそれぞれの方式のLTEにも対応している。

### ZTE（販売元：ZTEジャパン）
略称「ZT」
中国大手の通信モジュール、および通信端末の製造メーカー。後述する2013年12月14日発売のPHOTO-U TV ZTS11で参入開始。携帯電話端末は、子供向けの「mamorino」シリーズの一部機種を手掛けているが、一般的なスマートフォンは発売していない。
- PHOTO-U TV ZTS11 - ワンセグ/フルセグチューナーを搭載したCDMA 1X WIN（CDMA2000 1xEV-DO Rel.0）対応・防水機能付デジタルフォトフレーム。
- mamorino watch ZTF31
- mamorino 4 ZTF32 - mamorinoシリーズでは本機種とmamorino watchがZTEで開発・製造された。（他の機種は京セラ製）

### 日本ヒューレット・パッカード → 日本HP
略称「HP」
業務用Windows 8タブレット HP ElitePad 900 for auで一時参入していたが、2016年夏に発売されたVoLTE対応業務用Windows 10 Mobileファブレット HP Elite x3で再参入することとなった。

### Lenovo（販売元：レノボ・ジャパン）
略称「LE」
中国大手のPCメーカー。2022年のLenovo Tab P11 5G LET01で初参入。
- Lenovo Tab P11 5G LET01 - au初の5G搭載タブレット。
- Lenovo Tab M10a 5G

#### SANYOブランド（2010年度まで）

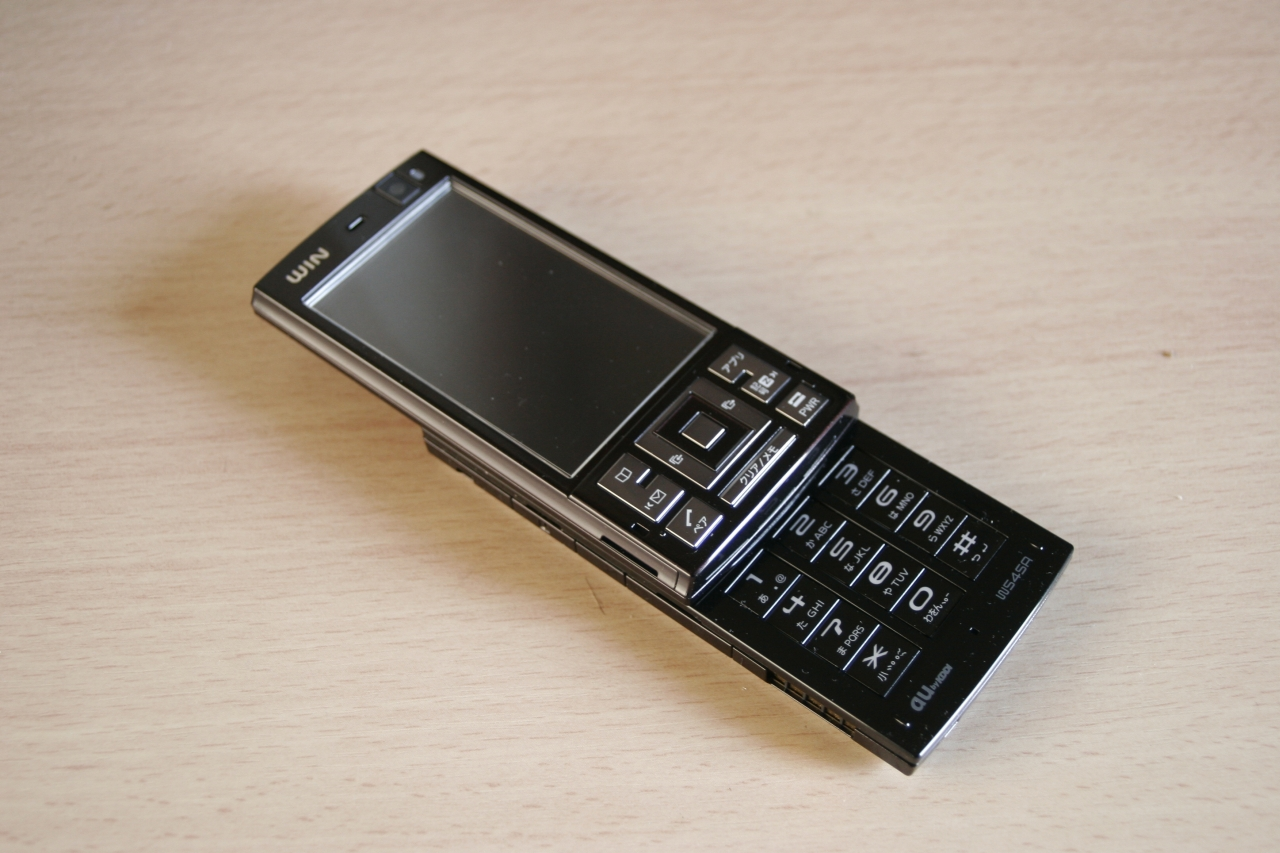
W54SA

略称・製造番号の記号「SA」（旧・箱色：水色）
DDIセルラーには1995年から端末を供給していた。この時期、型番のルールが変更され末尾にメーカーごとのアルファベットが付くようになったため、製造メーカーごとに振られていた最初の数字は割り当てられていない。また1995年の後半に参入し、他社は既にHP-20/HD-20シリーズの端末を供給していたこともあり、「HD-10SA」などといった端末は存在しない。また、アナログの電話機は供給しなかった。
かつては低価格帯・普及型の音声用端末の製作が多かったが、2004年頃からは鳥取三洋電機との住み分けが進み、A5505SAやau初の2軸ヒンジ端末のW21SA、W33SA/SA II 、W54SA等のハイエンド機種を製作することも多かった。2006年まではCDMA 1X WINは大阪、CDMA 1Xは鳥取という棲み分けをしていたこともある。
スライド式端末やFMトランスミッター付端末を開発が得意である一方で上記のKYOCERAブランド同様、EZ FeliCaやワイド液晶(WQVGA/WVGA)など、他メーカーが先んじた機能やスペックへの追随が遅れる傾向も時折見られた。また、FMラジオへのこだわりがかなり強く、現在同機能に対応する機種が激減している中、大部分の機種に引き続きEZ-FMを搭載していた。
かつては国際ローミングサービス「グローバルパスポート」対応機を唯一製作するメーカーだった。同社の対応機はA5505SAで途絶え、以降(A5514SA)は鳥取三洋電機に引き継がれる形となった。なお、A5527SAは基本的に大阪の三洋電機製ではあるが、ソフトウェアは鳥取三洋電機ベースである。
2007年度のJ.D.パワー アジア・パシフィックの携帯電話端末製造メーカー別顧客満足度で初の首位を獲得した。
W33SA II以降の端末では、日本語入力システムに、W41SA以前のAdvanced Wnn V2と比べ変換辞書が約8倍に拡張されたAdvanced Wnn（うんぬ）αを採用していた。W54SAより、ATOK for au+APOTを搭載。
京セラ吸収後のSA機は、海外向けを除きKCP+に対応した高機能型音声用端末の制作が中心となっている。
- W32SA - 国内初のFMトランスミッター搭載端末。
- W33SA/SA II - 世界初のワンセグ放送(EZテレビ)対応端末。
- A5522SA - 鳥取三洋電機ベースのソフトウェアを使用し、ATOKを採用している。
- W54SA - 同社初の「KCP+」およびEV-DO Rev.A、Bluetooth、3.2メガAFカメラ、3.0インチワイドVGA液晶対応のハイエンド端末でワンセグやテレビ電話などの各サービスに対応する。ちなみにこの端末は三洋電機時代としては最後に自社開発および自社製造を手がけた端末でもある。
- W61SA - 鑑定的にW54SAの後継機にあたる端末。「KCP+」やEV-DO Rev.A、Bluetooth以外に世界初の3.0インチワイド有機ELとau初のフルフロント（フルスライド）型を採用するがW54SAと異なりテレビ電話機能や大容量フォルダ機能、EZ FeliCaには非対応。W54SAのステレオスピーカーに対しこちらはモノラルスピーカーを搭載し、W54SAにない機能としてFMトランスミッターの搭載が挙げられる。また、この端末より製造元は京セラとなる。
- W63SA - W52SAの後継でWIN機種初の国際ローミング（グローバルパスポートCDMA）に対応。
- SA001 - W64SA以来、約1年4か月ぶりとなる同ブランドの音声用端末。ワンセグやEZ「着うたフルプラス」などのサービスに対応し、更にはmicroSDHCカードにも対応。
- SA002 - SA001の後継機種。防水機能に対応し7色のカラーバリエーションを展開。SANYOブランド最終機種。

### 鴻海精密工業（Foxconn）
略称「FC」
台湾大手の電子機器の生産を請け負う電子機器受託生産メーカーで2016年現在、先述のシャープの親会社にあたる。2010年12月に順次発売された電子ブックリーダーのbiblio leaf SP02（FCS02）で新規参入を果たした。

### モトローラ（モトローラ・モビリティ）

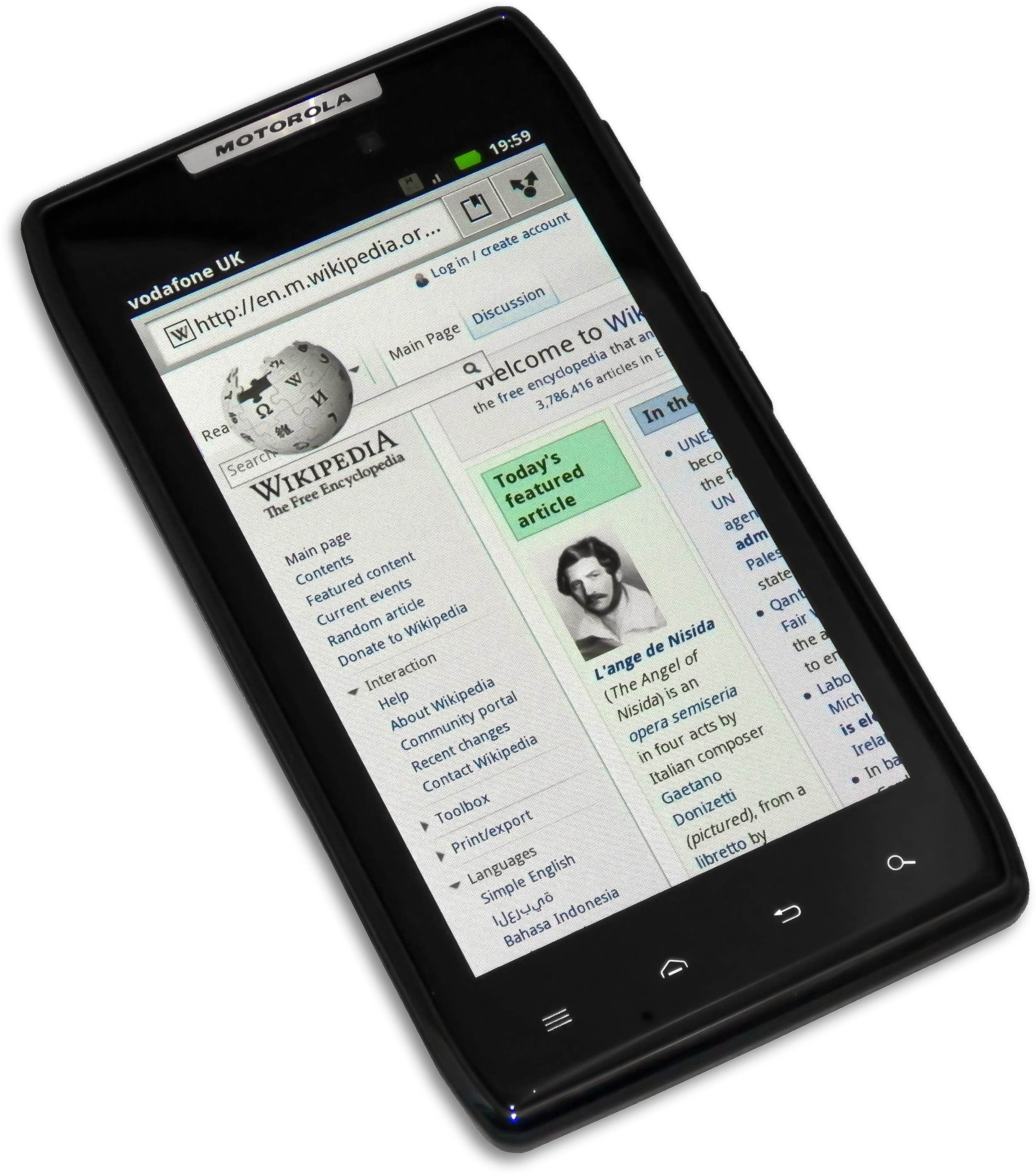
Motorola RAZR IS12M（海外ベースモデル）

略称「M」（箱色 : 薄紫色）  製造番号の記号「M」→「MO」旧セルラー初期のTACS・PDC機におけるメーカー番号「5」
DDIセルラーグループには開業間もない時期から端末を供給しており、発売当時世界最小の携帯電話「マイクロタック」が特に著名である。
2000（平成12）年8月にC100Mが発売された。C100Mは元々C306Mとして開発されていた端末だが、開発が上手く行かずEZwebやCメール機能などをなくし、TACS方式ユーザーのcdmaOne方式への移行用として発売された経緯がある。このため、C3xxシリーズの型番が「306」のみ欠番となった。その後、しばらくau向けの端末供給は無く、ボーダフォン（現・ソフトバンクモバイル）やNTTドコモに端末を供給していたが、2008年11月1日より開始されたテレビを利用してLISMOのサービスを受けることの出来るau BOXで使用するセットトップボックスの製造元として事実上の再参入を果たした。その後しばらく端末供給はなかったが、2011年2月末にAndroid 3.0タブレット「Motorola XOOM」を発表した。
- マイクロタック（HP-501）
- マイクロタックII（HP-521）
- マイクロタックVIB（HP-531）
- マイクロタックELITE（HP-10M）
- スタータック（HP-40M）
- Motorola XOOM Wi-Fi TBi11M（MOT11） - Android 3.0搭載タブレット。Wi-Fi専用で3G通信には対応しない。
- MOTOROLA PHOTON ISW11M（MOI11） - Android 2.3.4、およびモバイルWiMAXを搭載したスマートフォン。
- Motorola RAZR IS12M（MOI12） - Android 2.3.6搭載スマートフォン。

### 富士通モバイルコミュニケーションズ
2010年10月に発足した富士通と東芝の携帯端末部門統合会社。主に開発・製造工程・販売全般を担当する。2012年4月1日付けで富士通の完全子会社となり東芝は事実上携帯電話事業から完全撤退した。

#### FUJITSUブランド

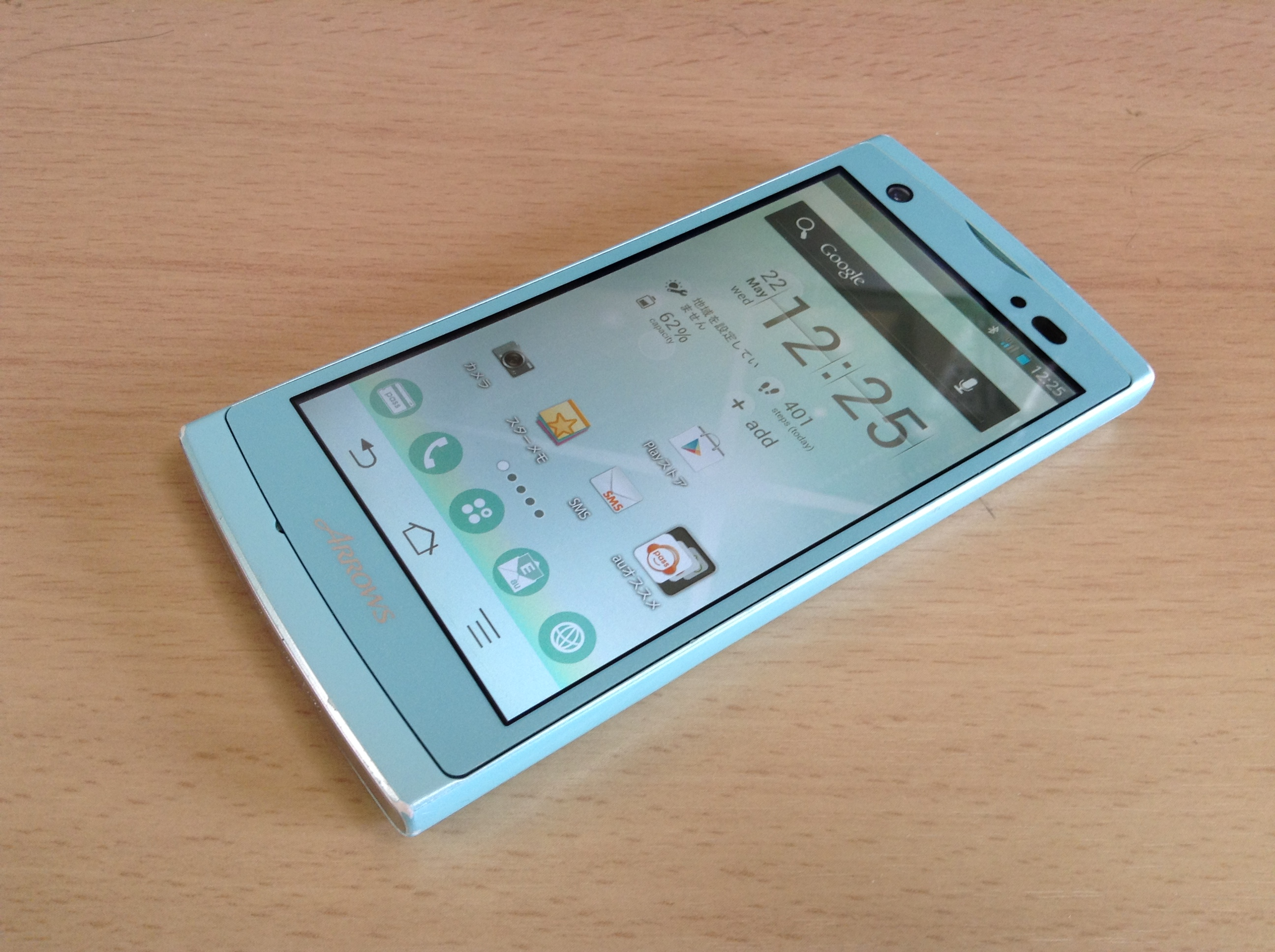
ARROWS ef FJL21

略称「F」（箱色 : 青）製造番号の記号「FJ」
旧IDOにはハイキャップから、旧DDIセルラーにはPDCから参入したが、1998（平成10）年11月、cdmaOne/TACSデュアルモード機CD-10Fを関西・九州・沖縄の各セルラー地域会社で供給して以降au向け端末の供給は行われていなかった。愛知万博向け実験端末（愛・MATE、CDMA 1X WIN#2004年の他の端末を参照）を製作したが、この実験端末には携帯電話としての通信機能は内蔵されておらず、CFカード端末W02Hを経由して電話網に接続する。長らくNTTドコモ向け端末のみ製造してきたが、先述の通り2010年10月に東芝の携帯電話事業と合併し、富士通東芝モバイルコミュニケーションズが発足した。富士通としては2011年7月にE08Tの同型機種のE09Fで再参入となった。日本語入力システムは全機種、下記の東芝ブランド同様、「ATOK」が採用される。
2021年冬モデルとして、arrows We FCG01（auではFJL22以来8年ぶりのarrowsブランドの端末、ブランド名が小文字になってから初）が発売されるが、富士通の携帯電話事業はFCNT（旧・富士通コネクテッドテクノロジーズ）として独立（au向け端末は富士通東芝モバイルコミュニケーションズ→富士通モバイルコミュニケーションズが手がけていたが、2018年10月にFCNTと統合）したため、メーカーの略号は富士通時代の「FJ」から「FC」に変更されている。
- F001（FJ001） ：先述の東芝ブランドであるT008の事実上の後継機種。
- ARROWS Z ISW11F（FJI11） ：Android 2.3.5と1.2GHzのデュアルコアCPUを搭載しモバイルWiMAXおよびワンセグ、おサイフケータイなどに対応。
- ARROWS ES IS12F（FJI12） ：先述の東芝ブランドであるIS04/IS04FVの事実上の後継機種。Android 2.3.5と1.4GHzのシングルコアCPUを搭載しワンセグ、おサイフケータイなどに対応。
- ARROWS Z ISW13F（FJI13） ：ISW11Fの後継に当たる機種で、初のクアッドコアCPUを搭載。
- ARROWS ef FJL21 ：上記のIS12Fの後継にあたるスマートフォン。Android 4.0と1.5GHzのデュアルコアCPUを搭載しワンセグ、おサイフケータイ、au 4G LTE、テザリングなどに対応。
- ARROWS Z FJL22 ：ISW13Fの後継に当たる機種で、フルセグ搭載。
- ARROWS Tab FJT21 ：au向けでは初めて10.1インチ通信モジュール搭載タブレット。富士通製タブレットでは初めてのフルセグ搭載。

#### TOSHIBAブランド（音声端末は2011年度まで）

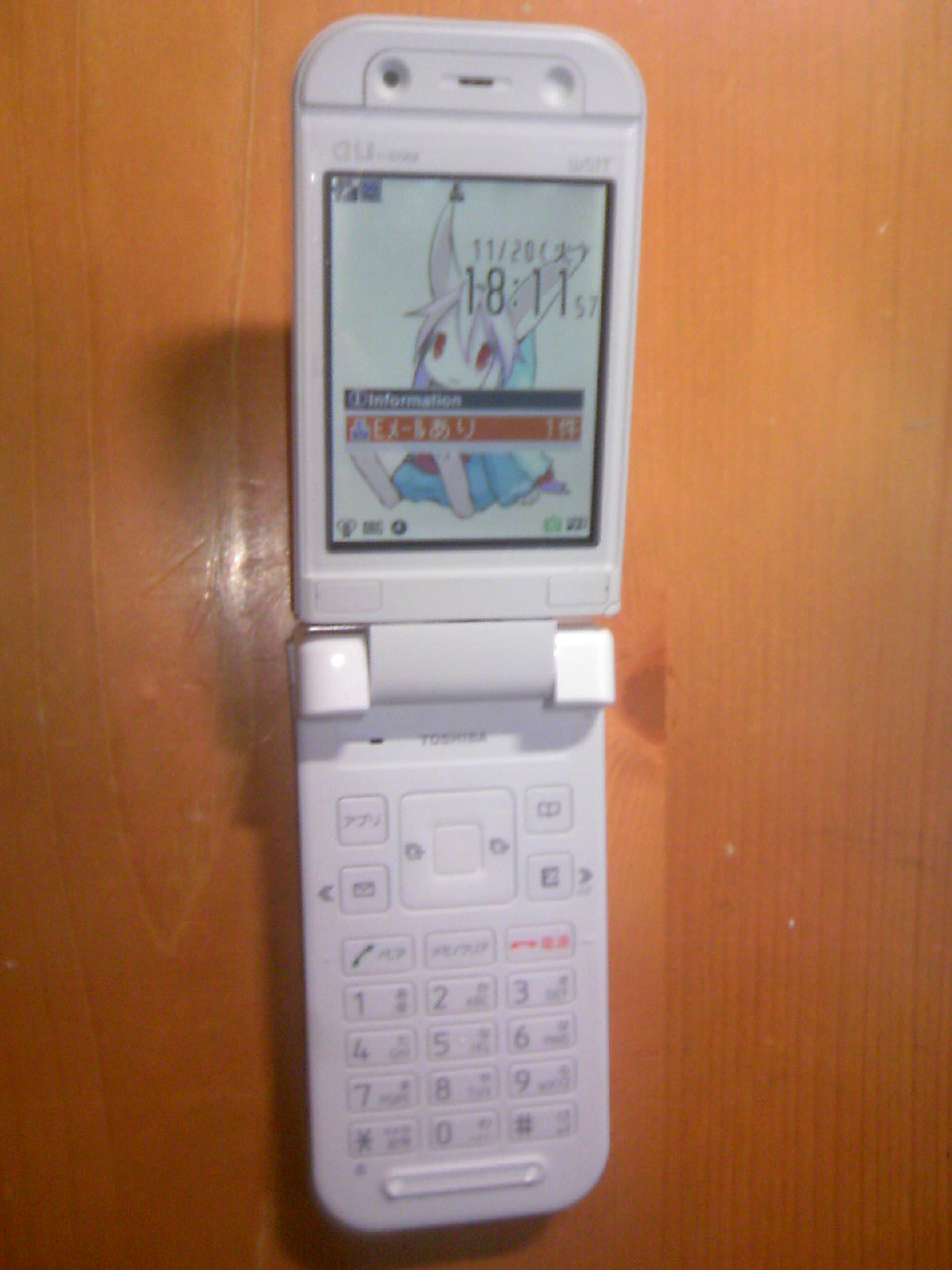
W51T

略称「T」（旧・箱色 : 緑色）製造番号の記号「TS」旧セルラー初期のTACS・PDC機におけるメーカー番号「3」
DDIセルラーのサービス開始当初から端末を供給し続けていたメーカーの一つであり、第1号機はTACS方式の自動車電話「MP-301」であった。
auにおけるフラグシップ系の機種から普及型の機種まで幅広い層に向けた音声用端末を供給している。2007年度のモデルまでは主力のCDMA 1X WIN対応端末だけでなく、既存のCDMA 1X対応端末も供給していた。なお、2008年度のモデルは全てKCP+対応の高機能型音声用端末だった。
MPEG-4チップを自社生産しているため、ムービー関連に積極的。また同社のCDMA 1X WINに対応した端末では本格的な自社製のハードウェア制御による3Dグラフィックアクセラレータ「MOBILE TURBO T4G (TC35285)」を搭載する。（ただし後述のW47T, DRAPE等のEV-DO Rev.A対応機種やW56T以降の「KCP+」対応機種およびW55T以降の「KCP+」非対応のEV-DO Rel.0対応機種は除く。また、ワンセグチューナー搭載のW51T, W52T, W53T, W54Tには新開発の「MOBILE TURBO T5GP (TC35296)」が搭載されている）も製作しているため、ソフトバンクモバイル向けの東芝製端末同様「3Dゲームアプリ等のグラフィック性能に強いケータイ」として知られる。東芝機のみの独自機能として、端末をポケットやカバンから取り出すことなく着信の有無を確認できる「カチャブル」やW44T以降の端末から導入された機能「ベストコネクト」（ただし「KCP+」対応機種は除く。かつて同社のPHSにこの機能が搭載されていた）を持つ。
2004年の春モデル - 2006年の秋モデルまでauの端末メーカの中で唯一Bluetooth（東芝も規格策定に関与していた）を搭載した法人を含む一般消費者向け端末を製造し続けていたが、2006年の冬にはカシオ計算機の法人向け端末E03CAが対応し、KCP+対応端末では大部分の端末がBluetoothに対応しているため、同社の独占性は崩れている。
日本語入力システムは「KCP+」対応端末および「KCP3.x」対応端末、スマートフォンを除き自社製のモバイルRupo。W53Tよりマイナーアップデートされた。なお、「KCP+」対応端末および「KCP3.x」対応端末、スマートフォンのIS02およびIS04/IS04FV、IS11T、E31TにはいずれもATOKが採用。またWindows Phone 7.5搭載スマートフォンのIS12Tに限りカーブフリック入力対応のMS-IMEが採用される。
国内では同キャリアのほか、ソフトバンクモバイル（2012年現在供給休止中）・ウィルコム（2012年現在供給休止中）・イーモバイル（2012年現在供給休止中）に端末を供給したことがある。2009年夏T-01AよりNTTドコモにも端末の供給を再開した（ただし東芝名義はT-01Bまで。T-01Cは富士通東芝名義、T-01Dは富士通(本社)名義でそれぞれ供給）。
- HP-50T：1997年9月発売。日本国内で最後に発売されたTACS方式の端末。
- C5001T : 動画配信機能「ezmovie」に対応した初の端末。
- A5501T : EZナビウォーク対応機種第一弾。専用のコンポジット変換ケーブルで、TV等にカメラ画像や動画を出力する事が可能(世界初)。au初のminiSDカード採用機でもある。
- A5504T : 同社初のBluetooth対応機種である。
- W21T : 同社初のCDMA 1X WIN対応端末。EZ「着うたフル」などに対応。
- W41T - 日本国内向けの携帯電話として初の0.85インチハードディスクドライブ（容量は4GB）を搭載した端末。通称は"MUSIC-HDD"。
- neon (W42T)  : au design project端末
- W56T : 同社のW47T/DRAPE以来のEV-DO Rev.A対応端末。基本的に折りたたみ式であるが360°回転リバーシブル機構を用いた2.8インチ有機ELを採用しワンセグチューナーやデジタルラジオなどの機能に対応しほぼ全部入りの内容となっている。なお日本語入力システムは自社製のモバイルRupoではなくATOK for au+APOTである。W54SAやW54S同様、最新のプラットフォーム「KCP+」に対応する。なお「KCP+」対応機種には米国クアルコム社製のチップセット「MSM7500」が採用されている。カメラは3.2メガAFカメラを採用するが前述のW54Tで採用された広角レンズは採用されていない。
- W65T : W54T以来のスライド型。業界初のAAC・320kbpsによる高音質の携帯電話向け音楽配信サービスのEZ「着うたフルプラス」に対応。
- T002 : 操作レスポンス等の向上やバグの修正などが図られた第2世代のKCP+を搭載した折りたたみ式。EZニュースEXに対応し、更にKCP+対応機としては初のmicroSDHCカードに対応する（ただし8GBまで）。
- biblio（TSY01） ：同キャリア向け携帯電話（非スマートフォン）としては初となるQWERTYキーパネル、および無線LAN（Wi-Fi WIN）を搭載。
- T003 :T002の後継にあたる機種。ただしGSMには非対応。
- REGZA Phone T004 ：先述のS004同様、KCP3.0およびSnapdragonを搭載したハイエンド機種。
- dynapocket IS02（TSI01） ：同キャリア向けの個人ユーザー用としては初となるスマートフォン。Windows Mobile 6.5.3 Professional（Windows Phone）を搭載。フルスライド式でQWERTYキーボードと静電式タッチパネルが用いられる。
- E31T ：ヤマト運輸のセールスドライバー向けに開発されたストレート式携帯電話型のタッチパネル（静電式）入力対応スマートフォン。上記のIS02同様、Windows Mobile 6.5.3 Professionalが搭載される。
- REGZA Phone IS04/IS04FV（TSI04） ：Android 2.1（IS04FVはAndroid 2.2）を搭載した防水・ワンセグ・おサイフケータイ・WIN HIGH SPEED対応スマートフォン。
- REGZA Phone IS11T（TSI11） ：Android 2.3を搭載した・ワンセグ・おサイフケータイ・WIN HIGH SPEED対応フルスライド式QWERTYキーボード搭載スマートフォン。
- Windows Phone IS12T（TSI12）　：国内キャリア初にして世界初のWindows Phone 7.5を搭載した防水・防塵・WIN HIGH SPEED対応スマートフォン。1320万画素のカメラと約32GB（ユーザー使用領域は約28GBまで）の大容量内部メモリを搭載する。ただしmicroSDカードなどの外部メモリには非対応。
- REGZA Tablet AT500/26F　：Android 4.0を搭載したタブレット端末(3G回線非対応)。ただしこちらは東芝単体での発売である。

### デンソー
略称「DE」製造番号の記号「ND」（箱色 : 黄緑色）旧セルラー初期のTACS・PDC機におけるメーカー番号「8」
2000（平成12）年12月に発売されたC402DEを最後に撤退。その後しばらくしてJ-PHONE向け端末の供給からも撤退した。「ウィリー」と呼ばれる待ち受け画面キャラクターや、端末両脇に配置されたタッチセンサーによりキーロックを解除できる機能などが女性を中心に人気を博した。2001（平成13）年5月に、京セラとの間で携帯電話端末事業の業務提携を行いC3002Kの開発をおこなった。現在、トヨタ自動車のカーナビゲーション「G-BOOK」向けのCDMA 1X通信モジュール (DCM) を製造しているが、この端末はauブランドでの販売はされない。
型番の末尾には「DE」（DENSO）が付けられていたが、製造番号に含まれる略号は「ND」（NIPPON DENSO、旧社名の「日本電装」から）だった。

### セイコーインスツル
略称「SK」
データ通信専用PCカード型端末C315SKの供給を行っていた。しかし、データ通信の需要はcdmaOneの最大64kbpsからCDMA 1X WINの最大2.4Mbpsにシフトし、また現在では京セラ及び日立製作所によりCDMA 1X WINネットワークを利用したデータ通信端末が供給されているため、C315SKの供給がいつまで続けられるかは不透明である。現在はソフトバンクモバイル向けにデータ通信専用コンパクトフラッシュ型端末を供給している。

### 鳥取三洋電機
略称「SA（かつてはST）」（旧・箱色 : 紫色）
DDIセルラー・IDO時代の1999年の「C106ST」で参入し、大阪の三洋電機と並行して端末を供給していた。
三洋電機の携帯事業撤退の為、2008年2月に発売されたW62SAを最後に撤退。普及型端末や、A5405SA, Sweets (A5510SA), ジュニアケータイ (A5520SA/SA II, A5525SA) 等の子供向け機能を搭載した端末を製造していた。また、同社のモデルは京セラや韓パンテック同様、コンパクトでベーシックなものが多かった。
略称にはかつて「ST」が採用されていたが、2003年4月のグループ再編に伴い、再編前に開発されていたINFOBAR以降の端末では大阪の三洋電機製の端末と同じ「SA」へと変更された。ただし製造番号の記号は最後まで「ST」のままであり、各機種ごとのパンフレットにも「鳥取三洋電機株式会社」の名で表記されていた。ただし、実機には大阪の三洋電機製の端末と同じく「by SANYO」または「SANYO」ロゴが付けられていた。
A5514SAより、「グローバルパスポート」に対応した機種を製作していた。
長らく大阪ではCDMA 1X WIN、鳥取ではCDMA 1Xという棲み分けを行っており、WIN端末を出していなかったが、W42SAでWIN端末も出した。これ以降は棲み分けが崩れ、大阪でも1Xの端末を開発・製造することがあった。開発・製造は鳥取で行っているが内部ソフトウェアは大阪のものをベースとした機種も存在する。
日本語入力システムは主にATOKを採用していた。
- C106ST : auで初めての2つ折りモデル。
- INFOBAR (A5307ST) 、talby (A5508SA) 、INFOBAR2 (W55SA)  : au design project端末
- A5514SA : 2つ折りタイプの携帯電話では初となる、閉じても開いても突起のない「Smooth Style」を実現した。Smooth Styleは、その後、Sweets Pure (A5519SA)・ジュニアケータイ (A5520SA/SA II)・W42SAでも採用されていた。
- W42SA : 鳥取三洋電機初のCDMA 1X WIN対応端末。
- W53SA : 鳥取三洋電機初のワンセグ・EZ Felica・IPX5/IPX7相当の防水機能を持つCDMA 1X WIN対応端末。ソフトウェアが大阪の三洋電機ベースのため、日本語入力はATOKではなくAdvanced Wnnである。
- W62SA : 防水機能に対応したW53SAの後継端末。EZ Felicaには対応しないものの、FMトランスミッターが搭載されていた。

### NECカシオ モバイルコミュニケーションズ
2010年6月に発足したNECとカシオ計算機と日立製作所の携帯端末部門統合会社。主に開発工程全般を担当し、製造以降の工程は各社で別個に行う。A5406CA, W22H以降から、カシオ日立開発のソフトウェアが搭載されている。NECは2013年7月31日にスマートフォンから撤退することが決定したため今後は製造されない。

#### カシオ計算機

W31CA 2005年

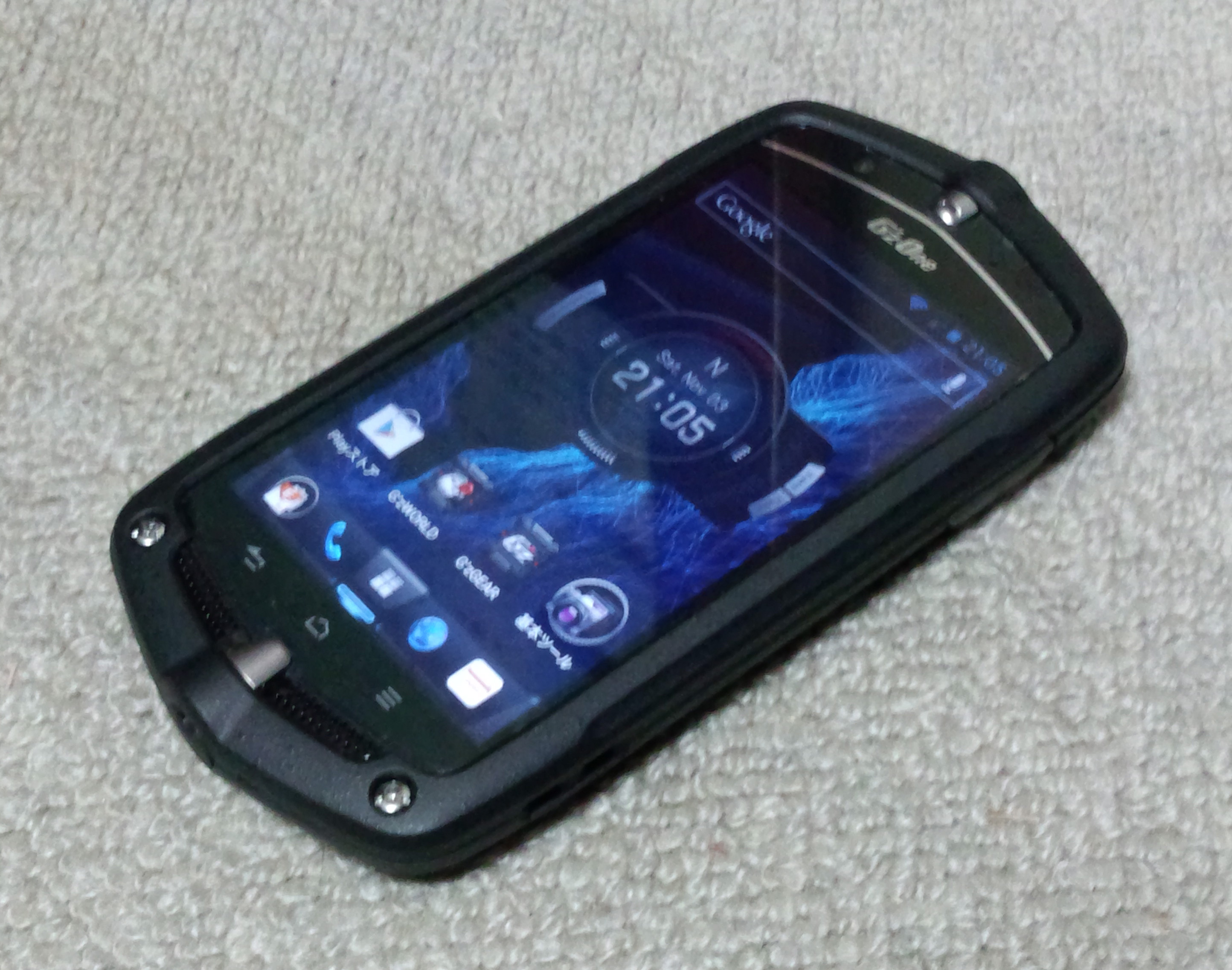
CAL21 G'zOne TYPE-L

略称・製造番号の記号「CA」（旧・箱色 : 青紫色）
デジタルカメラを開発・発売している会社であることを生かし、カメラ機能を重視した音声用端末を多く発表した。
同社の看板商品である腕時計「G-SHOCK」の技術を生かして、耐水・耐衝撃機能を搭載したG'zOneシリーズを製作していたが、2001年のC452CA以降は、後継機種はしばらくの間リリースされていなかった。しかし、同シリーズは利用者から多くの復活要望が寄せられ、2005年5月26日、後継機種となる新型の折りたたみ式「G'zOne TYPE-R (A5513CA) 」が発表されて話題となった。アメリカで行われた「2005 International CES」においてはモックアップ（模擬端末）の参考出品がなされていた。さらに、2006年5月22日、CDMA 1X WIN対応となったG'zOne W42CAが発表、2008年・2009年にもG'zOneブランド機をリリースしている。
A5512CAから始まったプリセットコンテンツの強化やG'zOneシリーズに加え、使いやすさを第一に考えた端末作りにより、2005年度および2006年度のJ.D.パワー アジア・パシフィックの携帯電話端末製造メーカー別顧客満足度で首位を獲得した事がある。
なお、カシオ製の国内向け端末は2008年7月時点では同キャリア向けのみであったが、2008年11月よりソフトバンクモバイル向けの端末供給を、2011年7月よりNTTドコモ向けの端末供給を開始した。日本語入力システムはATOK。
- A3012CA : au初のカメラ付き携帯電話。
- W21CA/CA II  : 同社初のCDMA 1X WIN端末。縦長液晶やPCサイトビューアーの搭載、2軸ヒンジなど、新しい要素も取り入れ、シンプルなデザインで多機能だった。
- W41CA : 従来の2軸ヒンジ端末より薄型で、女性をターゲットに発売し、2006年度に発表および発売されたモデルの中で一番の人気機種となった。プリセットされている待ち受け画面などに登場するアデリーペンギンが話題となった。またカシオ製では初のEZ FeliCa対応携帯である。
- W52CA : IPX5/IPX7相当の防水機能を持つ、世界初の防水ワンセグ端末。サイズ的には上記のG'zOne TYPE-RやW42CAよりかなり小さく、一般端末並にコンパクトだが、耐衝撃性能は持たないため、G'zOneの名は冠さない。
- EXILIMケータイ W53CA : カシオ計算機製デジタルカメラEXILIMの名を冠した端末。安価なCMOSへシフトしたためCCDを搭載しているW21CAやW31CAには及ばないものの、現行機種の中ではトップクラスの画質を誇る。
- CA001 : 同キャリア向けとしては本格的なタッチパネル式ディスプレイを採用した2軸ヒンジの折りたたみ式音声用端末でタッチパネルはヤマハ製アプリ「Touch Session」（電子楽器モード）が搭載されており、ユーザー自身がタッチパネルをタッチして演奏を楽しむ事ができ、その演奏したデータを着信音として登録する事が可能。
- G'zOne CA002 ：W62CAのリファインにあたる機種。
- EXILIMケータイ CA003 ：国内向け携帯電話としては初の12.2Mピクセルのカメラを搭載。
- EXILIMケータイ CA004 ：W63CAのリファインにあたる機種。
- EXILIMケータイ CA005 ：カシオ日立名義のカシオ機としては最後に開発された機種。EXILIMケータイとしては初となる防水機能に対応。
- G'zOne TYPE-X（CAY01） ：G'zOneシリーズ誕生10周年記念機種。今回はWi-Fi WINに対応する。
- CA007 ：W41CA、およびW51CAの思想を受け継いだ機種。カシオ機としては最初にして最後のKCP3.2を搭載した高機能フィーチャーフォン。
- G'zOne IS11CA（CAI11） ：Android 2.3を搭載した防水・耐衝撃スマートフォン。
- G'zOne TYPE-L CAL21 ：Android 4.0およびau 4G LTE、テザリングを搭載したハイスペックな防水・耐衝撃スマートフォン。日本国内におけるCASIOブランドのスマートフォン最終機種。

#### NEC

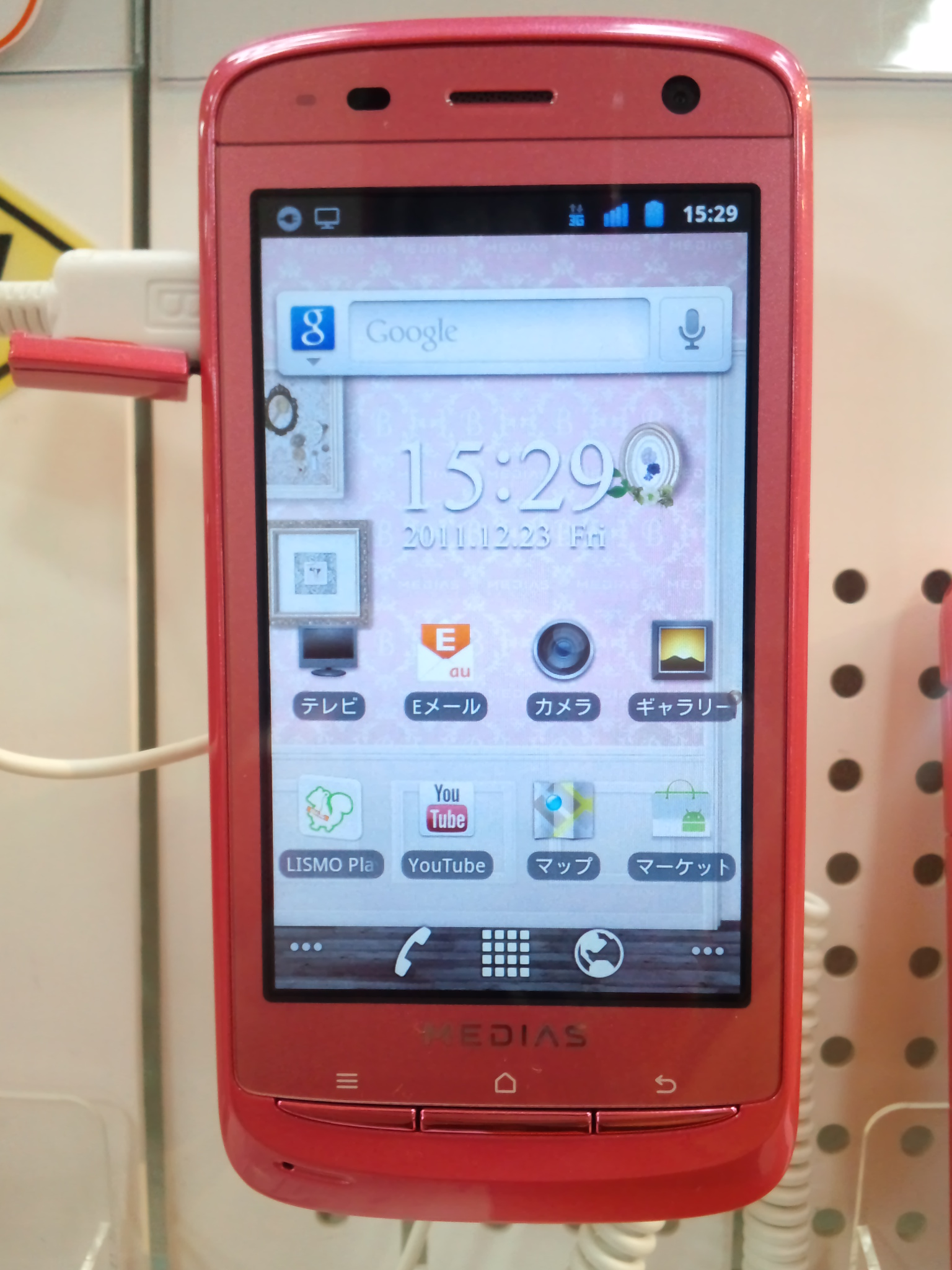
MEDIAS BR IS11N

略称「N」製造番号の記号「NE」旧セルラー初期のTACS・PDC機におけるメーカー番号「7」
旧DDIセルラーには、1994年に「HD-700」を投入して参入したが、1999年の「D208N」を最後に途絶えていた。2011年にNECカシオのNECブランドとして撤退直前まで再び参入。
- HD-700：DDIセルラーにおけるPDC方式端末の第1号機。IDOではデジタルミニモ D303として発売された。
- MEDIAS BR IS11N（NEI11）：auとしては唯一のMEDIASシリーズのスマートフォン。防水コンパクトモデル。

#### 日立コンシューマエレクトロニクス
略称「H」（旧・箱色：エメラルドグリーン）製造番号の記号「HI」旧セルラー初期のTACS・PDC機におけるメーカー番号「4」
旧DDIセルラーには1989年のサービス開始当初から参入しており、第1号機はTACS方式の携帯電話「HP-401」であった。一方、旧IDOにはPDC方式から参入した。
世界初を含む最新の技術を投入したフラグシップ系音声用端末の制作（例 : H001、Mobile Hi-Vision CAM Wooo等）やEZ FeliCa対応（au初のEZ FeliCa端末となったW32Hを製造している）の高機能型音声用端末の製作（これは後述の東芝・シャープも同様）を行うことが多い。
2004年11月に発売されたau初のスライド式端末W22Hからは、カシオ製端末とほぼ同等の内部ソフトを採用し、また気配りスイッチの搭載が見送られる等独自性がやや薄れたが、ワンセグ放送対応のW41H・W43H/H II で「ワンセグケータイの日立」を強調した。
国内メーカーのほとんどが折りたたみ端末に移行する中でもストレート端末を製造し続けていたが、A5303H/H II（日立最後のCDMA 1X端末）から折りたたみ式に移行した。
着信メロディとして「日立の樹」（この木なんの木）が入っていたが、C3001H（日立最後のストレート端末）以降の機種では日立 世界・ふしぎ発見!の初代オープニングテーマに変更される。しかし、W41Hより再度「日立の樹」がプリセットされた。W62H以降は「白くまくん」のEZケータイアレンジコンテンツが入っていた。
日本語入力システムはATOK。なお、端末を供給していたのは唯一、同キャリア向けのみであった。
先述のシャープと同様に、ローエンド音声用端末の供給経験がない。
日立ブランドのデータ通信用端末は、カシオ日立モバイルコミュニケーションズ・日立コンシューマエレクトロニクスではなく日立製作所本体が手がけていた。
- C201H : 初のEZweb端末。
- C309H : 世界初の16和音着信メロディ対応機。au初のカラー液晶採用機種でもある。
- W11H : 初のCDMA 1X WIN対応機。後述する京セラ製端末W11Kの兄弟機にあたる。
- W21H : 内部のソフトウェアがカシオ計算機製に変更となり、気くばりスイッチ（シーンに合わせて待ち受けや着信音などを最大3パターン切り替えができる）や気くばりセンサー（周囲の明るさに応じてバックライト調整・着信音鳴動中に暗い所から明るくなると音量が最小になる）が廃止された。
- PENCK (W31H)  : au design project端末。全面に丸みを帯びさせたオーバルスタイルが特徴の機種。発売後には、キー部のフォントについて無断使用が判明し、KDDIが作者に謝罪する事態となった（PENCK記事内で詳述）。
- W32H : au初のEZ FeliCa・au ICカード対応機。
- Woooケータイ W53H : ワンセグに特化した端末。2.8インチ有機ELを搭載。ちなみに世界最薄14.2mmの回転2軸端末。なおワンセグ受信用アンテナは端末本体に内蔵された。W52Hと比較すると、カメラ機能は大幅にスペックダウンしている。
- Woooケータイ H001 : W62H以来の「2way open style」が採用され、携帯電話としては世界初の3D対応ワイドVGA・IPS液晶を搭載。また、EZ「着うたフルプラス」にも対応。
- Mobile Hi-Vision CAM Wooo（HIY01） : 携帯電話としては日本初のハイビジョンムービーカメラを搭載し、「2way open style」を発展させた3Wayオープン機構を用いる。また、この端末以降より製造元は日立コンシューマエレクトロニクスとなる。
- beskey（HIY02） ：カシオ日立名義の日立機としては最後に開発された機種。3種類のテンキーパッドが付属する。

### パンテック（販売元：パンテックワイヤレスジャパン）

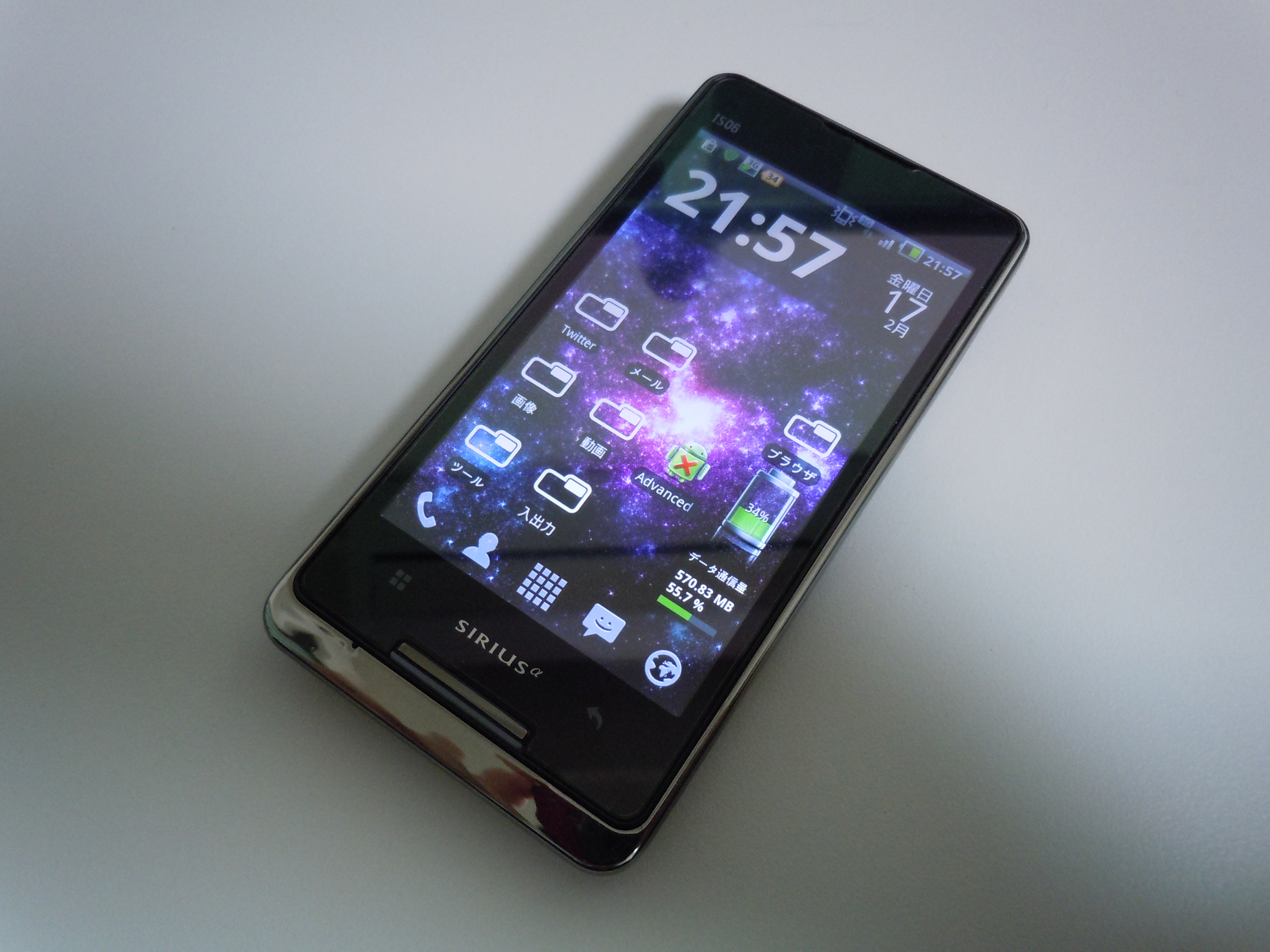
SIRIUSα IS06

略称・製造番号の記号「PT」
韓国で携帯電話出荷台数第2位・世界第7位のメーカーとして、2005年12月に発売されたA1405PTから参入。先述の京セラ同様、主に普及機から下級クラスの高機能機までの音声用端末を供給する。しかし、発売早々の2005年12月10日、内蔵ソフトウェアの不具合（Eメール、EZwebの初期設定に失敗）が発見された。（auからのお知らせを参照。）これは、日本携帯電話市場への新規参入外国メーカーの対応が難しいことを示す典型例の一つと言えよう。A1405PTは沖縄地区以外ではCDMAぷりペイド用の端末でもあった。また、2006年の秋モデルとして簡単ケータイ A1406PTが2006年9月に発売された。
2008年1月まで、1X WINやEZアプリ (BREW)、LISMO Music、EZナビウォークなどに対応した端末はなく、パンテックオリジナルのJavaをベースにした独自のプラットフォーム（アプリ用を含む）が実装されていたが、2008年3月にW61PTでようやく上記のサービス等に対応する1X WIN対応端末を発売した。
2010年11月現在、同キャリア向けの端末を供給しているメーカーで唯一、ワンセグチューナー・EZ FeliCaに対応した端末・通話専用のA101Kを除くA3000 - A5500番台の1X対応端末(これは後述する再参入後のパナソニックも同様)・KCP+や国際ローミングサービス（グローバルパスポートCDMA等）等に対応した高機能なハイエンド音声用端末(上記のSANYOブランドおよびK007を除く京セラも同様)の供給経験がなく、スマートフォンを除きほぼローエンド端末の供給に特化していると言える。
日本語入力システムはATOKが基本だがスマートフォンの場合に限りiWnnが用いられる。また、日本で端末を供給していたのは唯一auのみである。
2016年3月30日、同社の日本での販売子会社にあたるパンテックワイヤレスジャパンが東京地方裁判所において、破産手続きの開始決定を受けた（翌年6月12日に法人格消滅）ため、事実上、日本市場から名実共に完全撤退した形となった。
- A1407PT : 既存のA1406PTをベースに骨伝導スピーカーを搭載した簡単ケータイ。ちなみにA1400番台の1X対応端末としては最終機種となった。
- W61PT : 同社初の1X WIN対応端末。主に女性ユーザーをターゲットとし、コンパクトでエレガントなスライド式端末で1X WIN対応の初号機にして唯一のEZケータイアレンジやIrSimple、「LISMO Music」（EZ「着うたフル」・LISMOビデオクリップ）などに対応した音声用端末。
- W62PT : 京セラ製W32K以来の1X WIN対応簡単ケータイ。シリーズ初の外部メディア（microSDカードを使用）対応するものの、簡単ケータイシリーズ故にEZ「着うたフル」や「LISMOビデオクリップ」等の「LISMO Music」には対応しない。
- ケースのようなケータイ NS02(PTX01) : アタッシュケースをモチーフにしたデザインが特徴の1X WIN対応音声用端末。「LISMO Music」（EZ「着うたフル」・LISMOビデオクリップ）には非対応。
- 簡単ケータイS PT001 ：京セラ製簡単ケータイS A101Kの後継機種にあたる通話専用機種。A101Kと異なり防水機能およびauフェムトセルに標準で対応。本体のデザインはA101Kとほぼ同じデザインが用いられている。
- PHOTO-U SP01（01PT） :同キャリア向け初の通信モジュール付デジタルフォトフレーム。静止画だけでなく、FlashやGIFなどのアニメーションの再生などが可能。
- SIRIUSα IS06（PTI06） ：同社製のau向け初のスマートフォン。Android 2.2を搭載し、WIN HIGH SPEEDに対応。
- PT002 ：先述の京セラ製音声用端末のK006同様、既存のcdmaOneおよびCDMA 1X対応音声用端末からの乗り換えを想定したベーシックな音声用端末。
- MIRACH IS11PT（PTI11） ：スマートフォン初心者向けに開発されたAndroid 2.3搭載スマートフォン。同キャリア向けとしては初となるグローバルパスポートUMTS（HSDPA/W-CDMA）に対応。なお、この機種の法人向け版としてEIS01PTが存在する。
- PT003 ：ワンセグ・おサイフケータイに対応したベーシック系のフィーチャーフォン。基本プラットフォームにはKCPではなく、Brew MPが搭載される。ちなみにau向けフィーチャーフォンとしては唯一のSIMロックフリー端末となっている。
- VEGA PTL21 :日本市場向けとしては初にして唯一となる「VEGA」シリーズのスマートフォン。Android 4.0、ワンセグ、おサイフケータイ、テザリング、NFCなどに対応し、1.5GHzのデュアルコアCPUが搭載される。通称「さわらないフォン」。